# گروه تویوتا

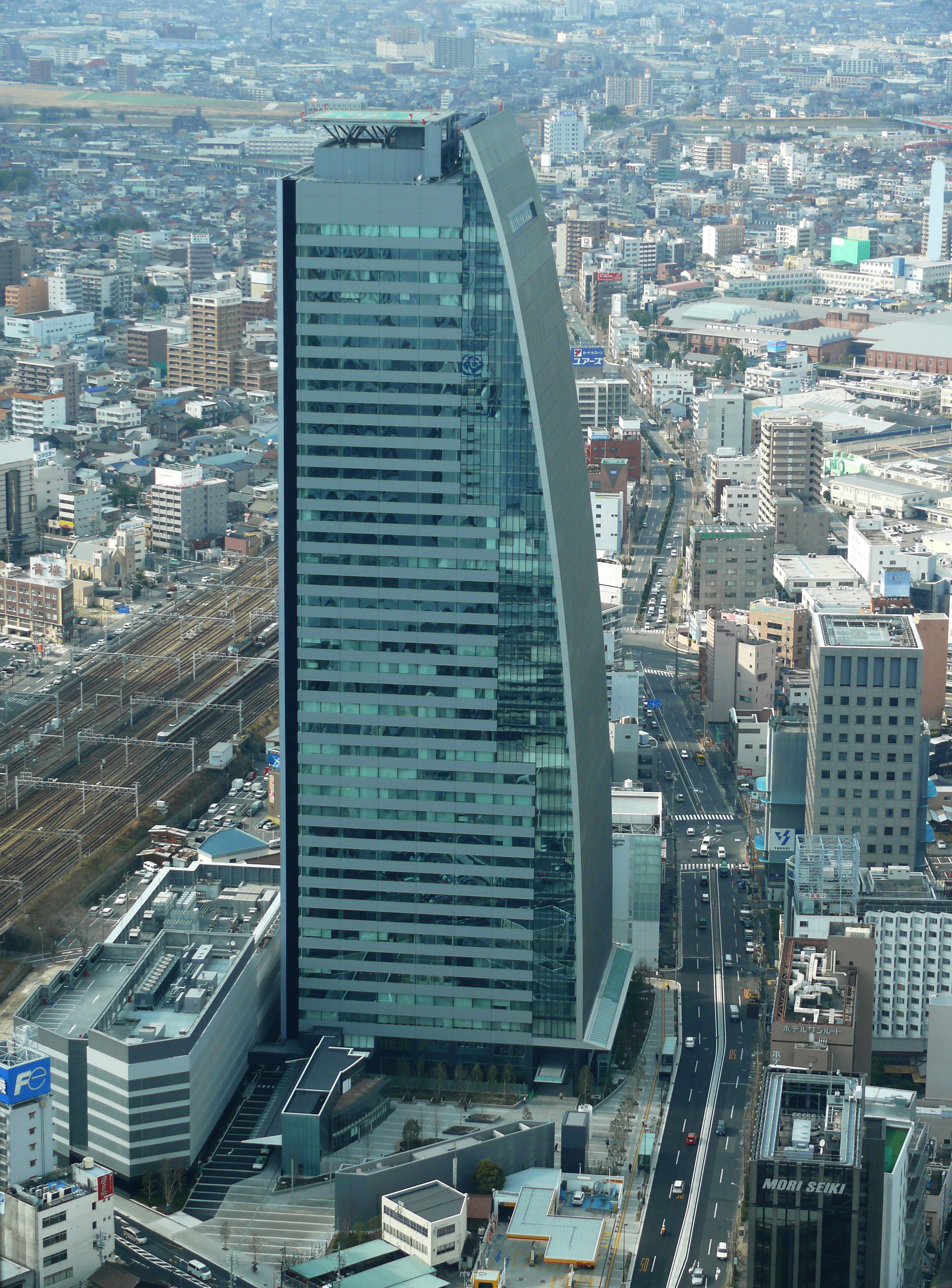
ساختمان مرکزی شرکت خدمات مالی تویوتا در شهر ناگویا، آیچی

گروه تویوتا (به انگلیسی: Toyota Group) شرکت خوشه‌ای ژاپنی است که مدیریت چندین شرکت را به مرکزیت شرکت خودروسازی تویوتا در اختیار دارد. این شرکت‌ها در حوزه‌هایی چون خودروسازی و تولید قطعات خودرو، صنایع سنگین و ماشین‌آلات صنعتی، صنعت نساجی، تجارت و بازرگانی، سرمایه‌گذاری و خدمات مالی فعالیت می‌کنند.
نخستین شرکت زیرمجموعه گروه تویوتا، شرکت صنایع تویوتا بود، که در سال ۱۹۲۶ توسط ساکیشی تویودا راه‌اندازی شد. از سایر شرکت‌های تابعه این گروه می‌توان به: دنسو، آیسین سیکو، هینو موتورز، صنایع سنگین فوجی، تویوتا بوشوکا، خدمات مالی تویوتا و دایهاتسو اشاره نمود.

## صنایع تویوتا
صنایع تویوتا شرکت خودروسازی ژاپنی است، که در زمینه تولید ماشین‌آلات نساجی، تجهیزات ترابری و دستگاه‌های الکترونیکی فعالیت می‌نماید.
شرکت صنایع تویوتا در سال ۱۹۲۶ توسط ساکیشی تویودا راه‌اندازی شد و اکنون به‌عنوان بزرگترین تولیدکننده لیفتراک در جهان شناخته می‌شود. همچنین یکی از بزرگترین سازندگان انواع کمپرسور در جهان به‌شمار می‌آید.
دفتر مرکزی این شرکت در شهر کاریا، آیچی، ژاپن قرار دارد و سهام آن در بازار بورس توکیو معامله می‌شود.

## خدمات مالی تویوتا
خدمات مالی تویوتا شرکت خدمات مالی ژاپنی است، که در زمینه ارائه خدمات بیمه خودرو، بیمه‌های عمومی، لیزینگ و وام خودرو فعالیت می‌نماید.
شرکت خدمات مالی تویوتا در سال ۲۰۰۰ به‌عنوان شرکت تابعه‌ای از تویوتا راه‌اندازی شد و اکنون بازوی ارائه خدمات مالی شرکت خودروسازی تویوتا، در ۳۳ کشور جهان می‌باشد. دفتر مرکزی این شرکت در شهر ناگویا، آیچی، ژاپن قرار دارد.

## آیسین
آیسین شرکت قطعه‌سازی ژاپنی است، که زیرمجموعه‌ای از گروه تویوتا به‌شمار می‌آید و در زمینه تولید قطعات خودرو، موتورهای درون‌سوز، سامانه‌های ترمز، جعبه‌دنده‌های خودکار، پمپ‌های حرارتی، سلول‌های خورشیدی رنگ‌حساس خودروی برقی دوگانه، و میل گاردان فعالیت می‌نماید.
آیسین در سال ۱۹۴۹ توسط کیشیرو تویودا راه‌اندازی شد. این شرکت در سال ۲۰۰۷ در فهرست فورچون جهانی ۵۰۰ در رتبه ۳۴۷ از بزرگترین شرکت‌های جهان قرار داشت.
دفتر مرکزی این شرکت در شهر آنجو، آیچی، ژاپن قرار دارد و سهام آن در بازارهای بورس توکیو و بورس ناگویا معامله می‌شود.

## تویوتا سوشو

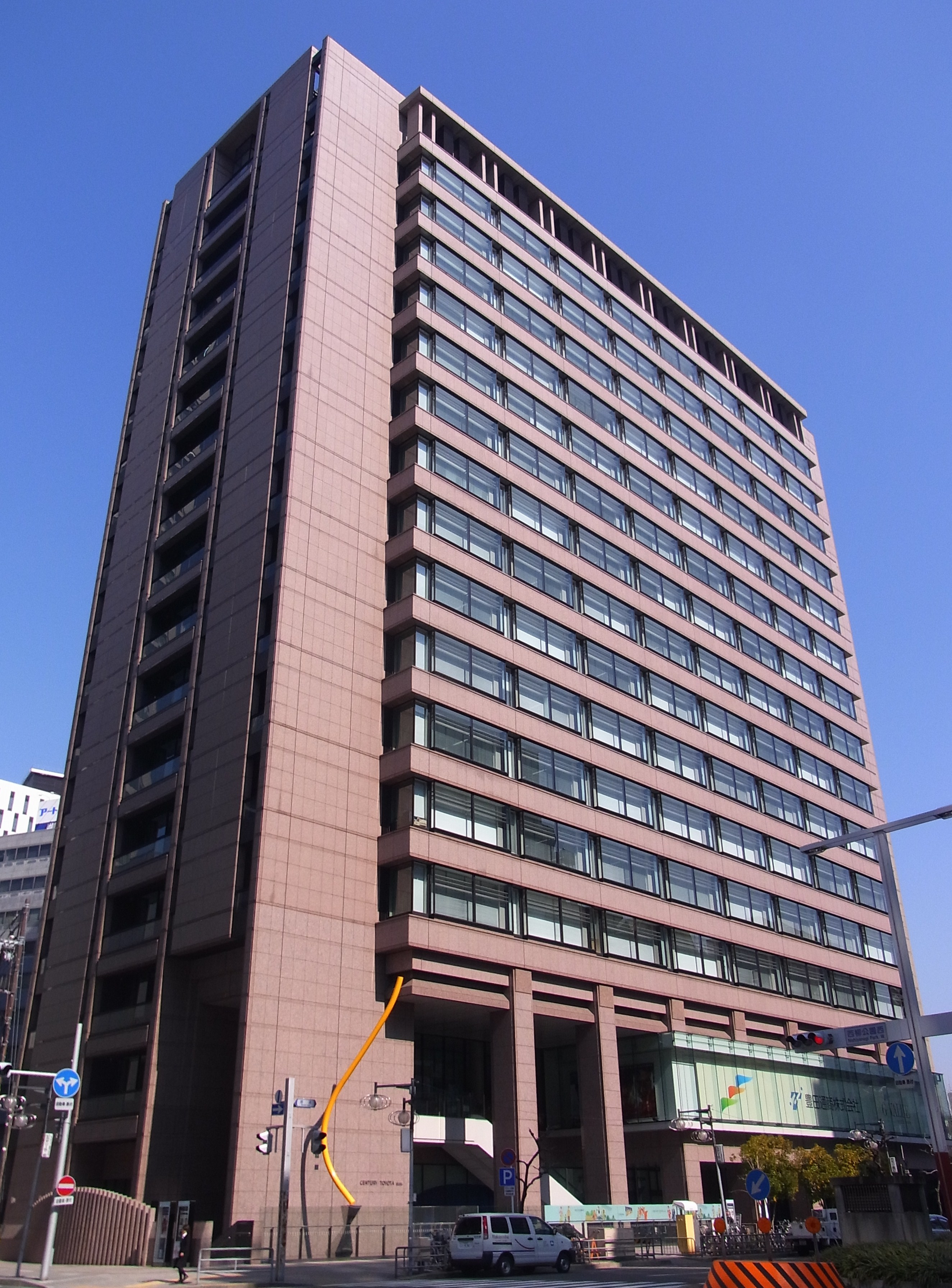
ساختمان مرکزی تویوتا سوشو

تویوتا سوشو شرکت بازرگانی ژاپنی است، که در رتبه ششم از بزرگترین شرکت‌های تجاری جهان، قرار دارد و به‌عنوان زیرمجموعه‌ای از گروه تویوتا محسوب می‌شود.
این شرکت در زمینه تجارت فلزات، قطعات خودرو و ماشین‌آلات صنعتی، تجهیزات الکتریکی، مواد غذایی، کالاهای اقتصادی، نفت و گاز، محصولات پتروشیمی، مواد شیمیایی و خدمات لجستیکی فعالیت می‌نماید.
شرکت تویوتا سوشو در سال ۱۹۴۸ راه‌اندازی شد. سهامداران اصلی این شرکت، عبارتند از: تویوتا (۲۱٫۸٪)، صنایع تویوتا (۱۱٫۲٪)، گروه مالی میتسوبیشی یواف‌جی (۲٫۳٪)، شرکت بیمه میتسویی سومیتومو (۱٫۲٪)، نیپون لایف (۱٫۱٪) و بانک سومیتومو میتسویی (۱٫۲٪) می‌باشد.
دفاتر مرکزی این شرکت در شهر ناگویا، آیچی و توکیو قرار دارند و سهام آن در بازار بورس توکیو معامله می‌شود.

## هینو موتورز
هینو موتورز شرکت خودروسازی ژاپنی است، که در زمینه ساخت موتورهای دیزلی، انواع کامیون‌ها و اتوبوس‌ها فعالیت می‌کند.
شرکت هینو موتورز در سال ۱۹۷۳ به‌عنوان بخش تولید خودروهای سنگین شرکت خودروسازی تویوتا راه‌اندازی شد و هم‌اکنون بزرگترین تولیدکننده خودروهای متوسط، نیمه‌سنگین و سنگین در کشور ژاپن به‌شمار می‌رود.
هینو موتورز، لکسوس و دایهاتسو به‌عنوان برندهای اصلی تویوتا شناخته می‌شوند. سهام هینو موتورز در بازار بورس توکیو معامله می‌شود، همچنین جزئی از شاخص نیکی ۲۲۵ محسوب می‌شود.

## دایهاتسو
دایهاتسو شرکت خودروسازی ژاپنی است، (به ژاپنی: ダイハツ工業) که به لحاظ تولید خودروهای سایز کوچک و نیز خودروهای بیابانگرد، مشهور می‌باشد. این شرکت در حال حاضر به‌عنوان شرکت تابعه‌ای از گروه تویوتا فعالیت می‌کند و شرکت تویوتا با در اختیار داشتن ۵۱٫۲٪ درصد از سهام دایهاتسو، بزرگترین سهام‌دار آن به‌شمار می‌آید.
ریشه‌های تأسیس شرکت خودروسازی دایهاتسو به سال ۱۹۰۶ بازمی‌گردد، که هم‌اکنون به‌عنوان قدیمی‌ترین شرکت خودروسازی فعال در ژاپن شناخته می‌شود. سهام این شرکت در بازار بورس توکیو معامله می‌شود. دفتر مرکزی شرکت دایهاتسو در شهر ایکه‌دا، اوساکا قرار گرفته‌است.

## تویوتا بوشوکا

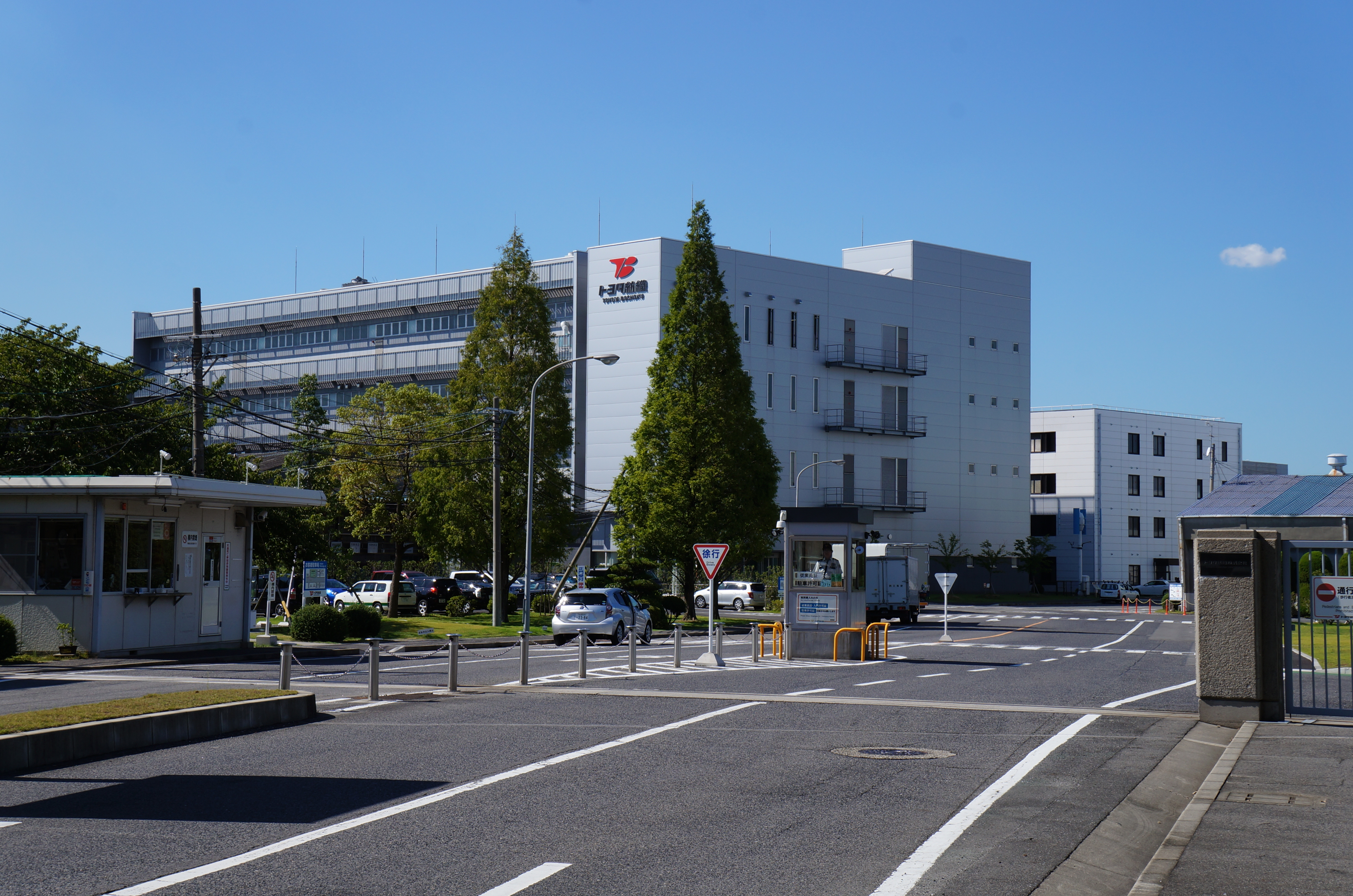
ساختمان مرکزی تویوتا بوشوکا

تویوتا بوشوکا شرکت خودروسازی ژاپنی است، که در زمینه تولید قطعات خودرو، تزئینات داخلی خودرو و محصولات نساجی فعالیت می‌نماید.
شرکت تویوتا بوشوکا در سال ۱۹۵۰ راه‌اندازی شد و اکنون زیرمجموعه‌ای از گروه تویوتا می‌باشد.
دفتر مرکزی این شرکت در شهر کاریا، آیچی، ژاپن قرار دارد و سهام آن در بازارهای بورس توکیو و بورس اوساکا معامله می‌شود.

## دنسو
دنسو (به انگلیسی: Denso) شرکت خودروسازی ژاپنی (به ژاپنی: 株式会社デンソー) است، که در زمینه تولید و عرضه انواع قطعات خودروها، کامیون‌ها و ماشین‌آلات سنگین فعالیت می‌نماید.
این شرکت در سال ۱۹۴۹ تحت نام نیپون دنسو تأسیس شد و در سال ۱۹۹۶ به‌فرم کنونی، تغییر نام داد. شرکت دنسو یکی از شرکت‌های زیرمجموعه گروه تویوتا به‌شمار می‌آید. شهرت آن در کشورهای توسعه‌یافته، اغلب به‌دلیل خلق بارکدهای دوبعدی کیو آر کد می‌باشد.
دفتر مرکزی این شرکت در شهر کاریا، آیچی، ژاپن قرار دارد و سهام آن در بازار بورس توکیو معامله می‌شود. در سال ۲۰۱۰ شرکت دنسو در فهرست فورچون جهانی ۵۰۰ در زتبه ۲۳۲ از بزرگترین شرکت‌های جهان قرار گرفت.
اکنون، شرکت دنسو از ۱۸۴ شرکت تابعه و زیرمجموعه تشکیل شده‌است، که تعداد ۶۸ شرکت در ژاپن، ۳۴ شرکت در آمریکا، ۳۴ شرکت در اروپا و ۴۸ شرکت در آسیا-اقیانوسیه مستقر می‌باشند.

## صنایع سنگین فوجی
صنایع سنگین فوجی شرکت صنایع سنگین ژاپنی است که بیشتر بخاطر ساخت خودروهای با برند سوبارو شناخته می‌شود. این شرکت پیش از رسیدن به این وضعیت و در زمان جنگ جهانی دوم شرکت هواپیماسازی ناکاجیما نام داشت و هواپیماهای مورد نیاز ارتش ژاپن را تهیه می‌کرد. در اواخر جنگ جهانی دوم دولت‌های متفقین این شرکت را از بین بردند. در سال ۱۹۵۰ بخشی از این شرکت، صنایع سنگین فوجی نامیده شد. در ۱۵ ژوئیه ۱۹۵۳ میلادی ۵ شرکت ژاپنی فوجی کوگیو، فوجی جیدوشا کوگیو، امیا فوجی کوگیو، اوتسونومیا شریو و توکیو فوجی سانگیو به یکدیگر پیوسته و بزرگترین شرکت سازنده صنایع حمل و نقل در ژاپن را تشکیل دادند.
هم‌اکنون این شرکت بیش از ۱۵٬۰۰۰ نفر در سراسر جهان کارمند دارد و محصولاتش به ۱۰۰ کشور دنیا صادر می‌گردد. این شرکت ۹ کارخانه دارد. این شرکت هم‌اکنون به ساخت خودروهایی با برند سوبارو، قطعات هوافضایی برای شرکت بوئینگ، بالگرد برای نیروهای دفاعی ژاپن، ریتیون، هاوکر و جت‌های تجاری اکلیپس اویییشن مشغول است.

## تویوتا
تویوتا شرکت خودروسازی ژاپنی و چندملیتی است، که دفتر مرکزی آن، در شهر تویوتا، آیچی قرار دارد. شمار کارکنان شرکت تویوتا در سال ۲۰۱۳ بیش از ۳۳۳ هزار نفر اعلام شد و در سال ۲۰۱۱ پس از جنرال موتورز و گروه فولکس‌واگن، به‌عنوان سومین شرکت خودروسازی جهان از نظر میزان فروش شناخته شد.
شرکت تویوتا در ماه ژوئیه سال ۲۰۱۲ تولید ۲۰۰ میلیونمین خودروی خود را اعلام نمود. این شرکت در حال حاضر (۲۰۱۳) در فهرست بزرگترین شرکت‌های جهان در رتبه سیزدهم قرار دارد.
اولین خط تولید اتومبیل شرکت تویوتا در سال ۱۹۳۷ توسط کیشیرو تویودا و در کارخانه شرکت نساجی صنایع تویوتا که متعلق به پدرش (ساکیشی تویودا) بود راه‌اندازی شد. نخستین خودروی سواری این شرکت نیز، تویوتا ای‌ای نام داشت.
شرکت تویوتا مالک برندهای دینا، دایهاتسو، سایون، لکسوس و هینو موتورز می‌باشد. سهام این کمپانی در بازار بورس نیویورک، بورس لندن و بورس توکیو معامله می‌شود.

### تاریخچه

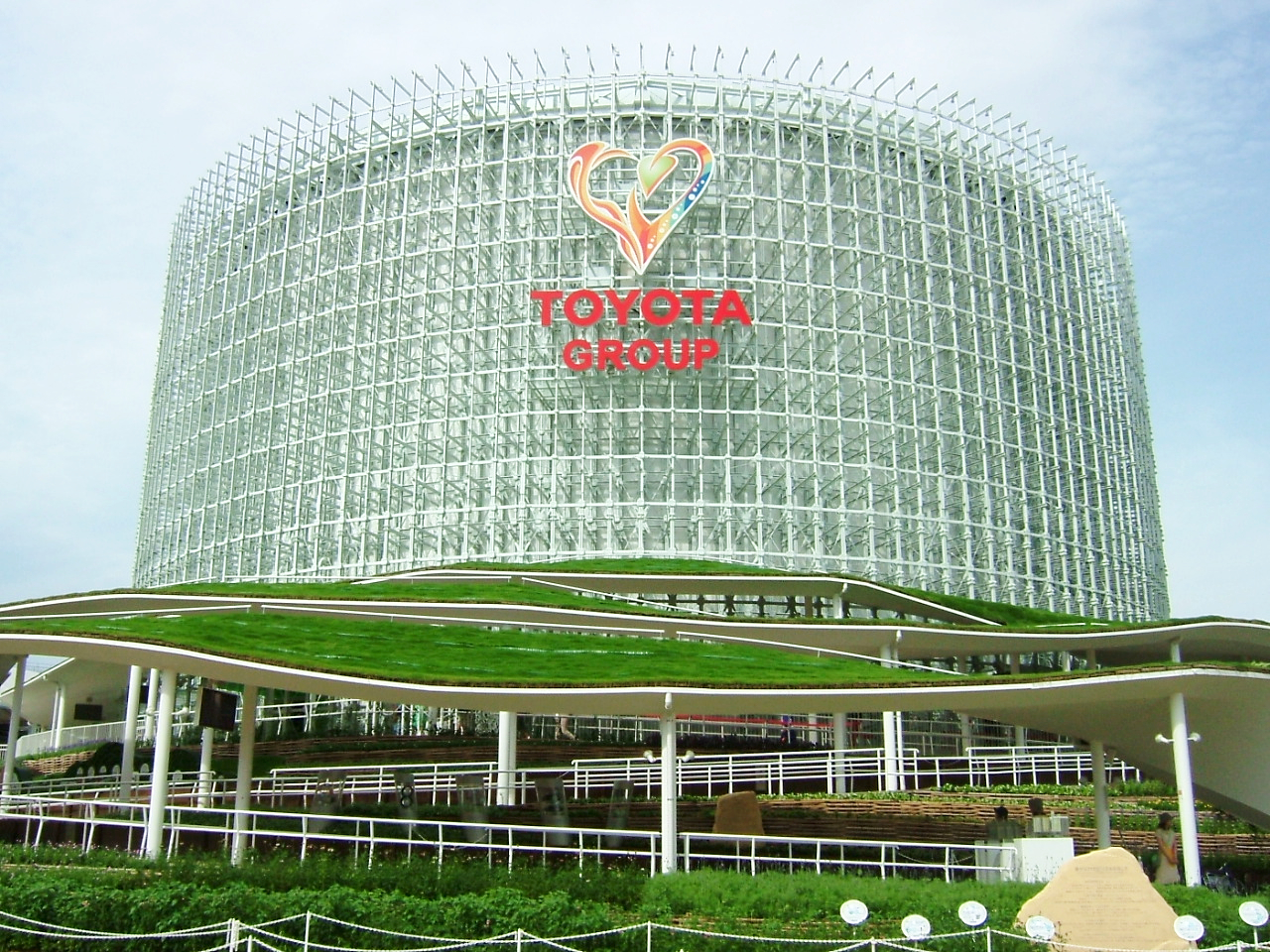
پاویلیون (غرفه) تویوتا در نمایشگاه اکسپو ۲۰۰۵، در تویوتا، آیچی

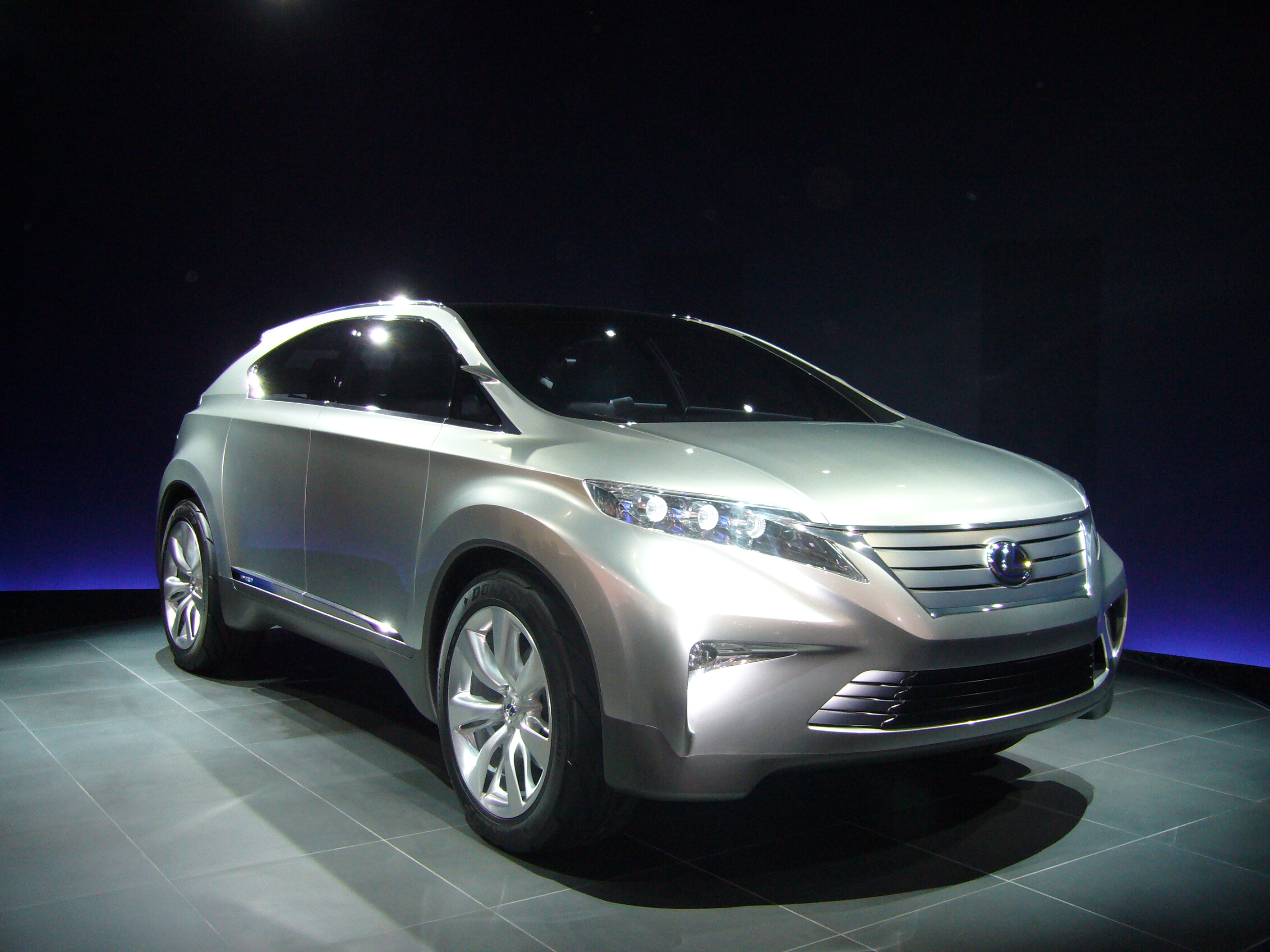
لکسوس ال‌اف-اس‌اچ مفهومی

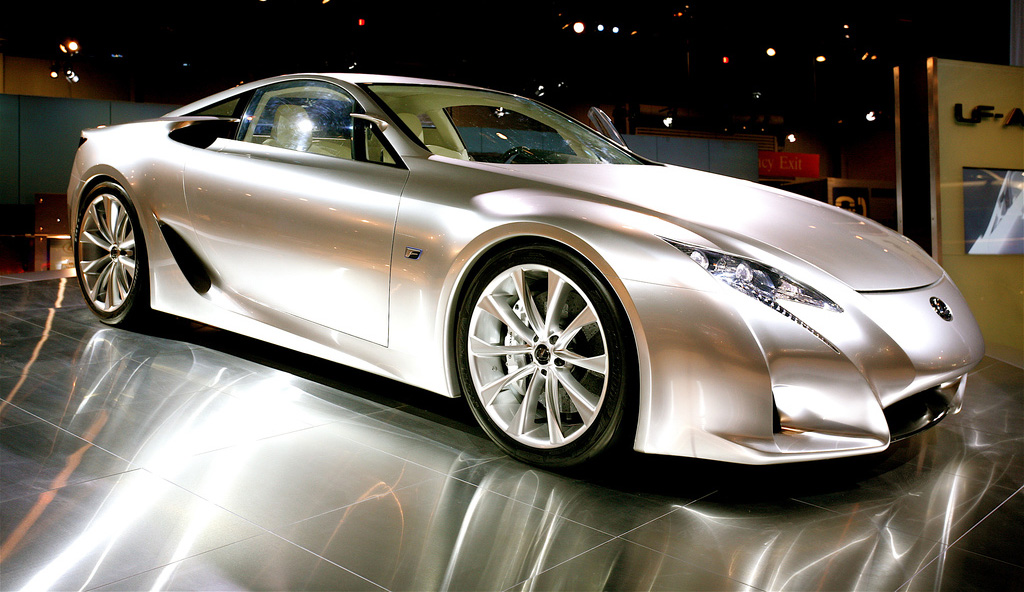
لکسوس ال‌اف‌ای مفهومی

ریشه‌های تأسیس شرکت خودروسازی تویوتا به سال ۱۹۲۶ بازمی‌گردد، که ساکیشی تویودا اقدام به راه‌اندازی شرکت صنایع تویوتا نمود. پیشینه این شرکت که در صنعت نساجی فعالیت می‌کرد نیز به ابتدای قرن بیستم بازمی‌گردد، که به‌عنوان یک کارخانه ریسندگی فعالیت می‌نمود. ساکیشی تویودا که سال‌ها همچون پدرش به فروش فرش اشتغال داشت، این کارخانه را راه‌انداخته بود و در سال ۱۸۹۴ یک ماشین بافندگی صنعتی نیز ابداع کرده و ساخته بود.
ساکیشی در سال ۱۹۲۴ نوع تمام‌اتوماتیک آن را ساخت و دو سال بعد کارخانه اتوماتیک ریسندگی تویوتا تحت نام صنایع تویوتا پا به عرصه وجود نهاد. پسر او کیشیرو تویودا که در سال ۱۹۲۹ در رشته مهندسی مکانیک از دانشگاه توکیو فارغ‌التحصیل شده بود، در کارخانه پدر مشغول به کار گردید، اما همه توجه او صرف ساخت موتور اتومبیل شد.
در سال ۱۹۲۹ موافقتنامه‌ای با شرکت برادران پلات از انگلستان در ماشین‌آلات صنعتی ریسندگی و بافندگی به امضا رسید. بر اساس این توافقنامه حق تولید و فروش دستگاه‌های اتوماتیک بافندگی به کشورهایی غیر از ژاپن نیز (مثل چین و آمریکا) در قبال ۱۰۰ هزار پوند داده می‌شد، که در پی آن کیشیرو رهسپار ایالات متحده آمریکا شد. البته کیشیرو از این سفر اهداف دیگری نیز داشت. در زمان انجام مذاکرات با برادران پلات، مجذوب اتومبیل‌ها در غرب شد. در این سفر بود که او تصمیم خود را برای ورود به صنعت خودروسازی گرفت.
در سال ۱۹۳۰ کیشیرو تحقیق بر روی موتورهای گازوئیلی را آغاز کرد. وی در مورد برنامه آینده خود با مدیرعامل وقت شرکت؛ ریسابورو مشورت نمود، ریسابورو در ابتدا بسیار محتاط بود و فریادهای اعتراض از داخل و خارج شرکت بلند شد، اما کیشیرو بر تصمیم خود پافشاری می‌کرد و عقیده داشت که این تجارت برای شرکت سودمند خواهد بود و از همه مهم‌تر دولت نیز آشکارا برای سیاست‌گذاری پیشبرد صنایع اتومبیل در تلاش بود. طولی نکشید که ریسابورو موافقت کرد و کیشیرو دپارتمان اتومبیل را در سال ۱۹۳۳ در قسمت کوچکی از کارخانه ریسندگی پدر، راه‌اندازی نمود. هدف او تولید اتومبیل‌های مناسب با شرایط ژاپن بود، در حالی‌که نکات مثبت اتومبیل‌های خارجی را نیز در نظر داشت.
در سال ۱۹۳۵ اولین کارخانه خودروسازی تویوتا آغاز به کار کرد و سال بعد لوگوی تویودا به تویوتا تغییر یافت. یک سال بعد یعنی در سال ۱۹۳۷ شرکت تویوتا موتور به‌طور رسمی افتتاح شد. بدین ترتیب یکی از موفق‌ترین کارخانجات ریسندگی ژاپن، در بین دو جنگ جهانی با تغییر گرایش، به کارخانه خودروسازی تبدیل گشت. تلاش و همت کیشیرو تویودا باعث شد، که از دل کارخانه پدر، کارخانه‌ای جدید تأسیس شود.
در ابتدا خود کیشیرو به عنوان قائم‌مقام مدیرعامل شرکت جدید فعالیت می‌کرد، که در سال ۱۹۴۱ به‌عنوان مدیرعامل، منصوب شد. بلافاصله پس از راه‌افتادن شرکت جدید، اصول مدیریتی نوینی در روش مدیریت و اداره کارخانه به کار گرفته شد.
در سال ۱۹۳۸ سامانه JIT عملیاتی شد. ۲ سال بعد، مؤسسه تحقیقاتی تویوتا افتتاح گردید. سال ۱۹۵۱ سامانه پیشنهاد ایده‌های خلاق در تویوتا فعال شد. ۱۹۷۳ مرکز طراحی و سال بعد نیز مرکز آموزش تویوتا توسط کیشیرو راه‌اندازی گردید.
اولین محصول تجاری شرکت تویوتا، کامیون ۱٫۵ تنی جی۱ بود. در طی جنگ جهانی دوم تمام کارخانه در اختیار جنگ بود و برای ارتش ژاپن، کامیون تولید می‌کرد. تا چند سال بعد از اتمام جنگ نیز اجازه تولید خودرو به تویوتا داده نشد.
در سال ۱۹۵۲ با مرگ کیشیرو مسئولیت شرکت برعهده ایجی تویودا؛ پسر عموی او قرار گرفت. ایجی به همراه پسر کیشیرو؛ شوئی شیرو تویودا و طی سال‌های بعد تویوتا را به یکی از شرکت‌های بزرگ خودروسازی جهان تبدیل کردند. در سال ۱۹۷۷ مرکز فنی تویوتا در ایالات متحده آمریکا افتتاح شد و سال ۱۹۸۴ همکاری تویوتا با جنرال موتورز در ایالات متحده صورت گرفت. پس از ایجی، تایچی اونو مسئولیت مدیرعاملی شرکت را برعهده داشت و در استقرار سامانه تولید تویوتا بسیار همت گماشت و اصول راهنمای تویوتا را در سال ۱۹۹۲ منتشر کرد.
امروزه تویوتا بزرگترین تولیدکننده خودرو در ژاپن و دومین تولیدکننده بزرگ خودرو در جهان است، که از وسایل نقلیه کوچک گرفته تا کامیون‌های بزرگ را در انواع مدل‌ها تولید می‌کند. شرکت تویوتا همچنین فعالیت‌های مختلفی در زمینه خدمات مخابراتی، خانه‌های پیش‌ساخته و قایق‌های تفریحی انجام داده است.

### سامانه تولید
تویوتا یک شرکت معمولی تولید خودرو نیست. از همان آغاز راه‌اندازی شرکت، اصول و مبانی بکر مدیریتی در شرکت به کار گرفته شد. این همان وقتی بود، که کیشیرو تویودا جوان در کارخانه ریسندگی پدرش ساکیشی تویودا، با ایده‌گیری استفاده از نوار نقاله، خط مونتاژ تولید موتور گازوئیلی کوچکی را، با کمک مهندسان جوان دیگر راه‌انداخت.
پدر کیشیرو معتقد بود که هیچ فرایندی را نمی‌توان کامل نامید و همیشه جایی برای بهبود وجود دارد و همین اندیشه بهبود بود، که فرایند کایزن یا بهبود مستمر را در تویوتا نهادینه کرد.
ماجرای تولد شرکت جدید تولید خودرو در گوشه کوچکی از کارخانه ریسندگی پدر، اندیشه ساده و جمع و جور کار کردن و بی‌ریخت و پاش بودن و آراستگی محیط کار را در ذهن و دل کارکنان شرکت جدید جای داد و بدین ترتیب شرکت خودروسازی تویوتا، مدل سامانه تولیدی خاص خود را به دنیا عرضه کرد.
بنیان سامانه تولید تویوتا، فلسفه حذف کامل اتلاف‌هاست. کیشیرو معتقد بود، شرایط ایدئال برای تولید وقتی است، که ماشین‌آلات و افراد با هم کار کنند، تا بدون هیچ‌گونه اتلافی ارزش افزوده ایجاد شود.
اونوتایشی؛ مهندس جوانی که در سال ۱۹۳۲ به تویوتا پیوست در توسعه اندیشه کایزن در تویوتا نقش مهمی داشت. او با ابداع سامانه کانبان، بُعد دیگری از سامانه تولید تویوتا را عرضه کرد و با دمینگ و ایشیکاوا همکاری نزدیکی داشت.
تایچی اونو پیشتاز سامانه تولید تویوتا در دهه ۱۹۵۰ بر این باور بود، که بزرگترین مشکل وقتی است، که هیچگونه مشکلی وجود نداشته باشد. او به‌طور مستمر به کارکنان می‌گفت به هر موضوعی که برخورد می‌کنید، ۵ بار بپرسید «چرا؟» مثالی که خود او می‌زد، یک روبات جوشکاری بود، که در وسط کار متوقف می‌شود و با این ۵ پرسش، ریشه مشکل به دست می‌آید.
- چرا ربات متوقف شد؟

زیرا مدار آن بیش از حد بار کشید و فیوز سوخت. 
- چرا مدار بیش از حد بار کشید؟

زیرا یاتاقان‌ها به خوبی روانکاری نشده بودند. 
- چرا یاتاقان‌ها خوب روانکاری نشده بودند؟

زیرا گردش پمپ روغن ناقص صورت می‌گیرد. 
- چرا گردش روغن به خوبی صورت نمی‌گیرد؟

زیرا خروجی آن با آشغال‌های فلزی مسدود شده‌است. 
- چرا خروجی آن مسدود شده‌است؟

زیرا فیلتری روی پمپ وجود ندارد. 
بدین ترتیب پاسخ مشکل پیدا می‌شود. گرچه ابداع‌گر اصل پنج چرا، ساکیشی تویودا بود، ولی اونو این اصل را توسعه داد. اونو معتقد بود، علت ریشه‌ای مشکلات را کشف کردن، خود عامل و کلید حل مشکلات بعدی است. داده‌ها در تولید مهم است، اما واقعیت، مهم‌تر است. پس باید عمیق نگاه کرد و به ریشه رسید.

### سامانه‌های تویوتا
در سامانه تولید تویوتا، موارد زیر به کار گرفته شده‌است:

#### تولید به هنگام

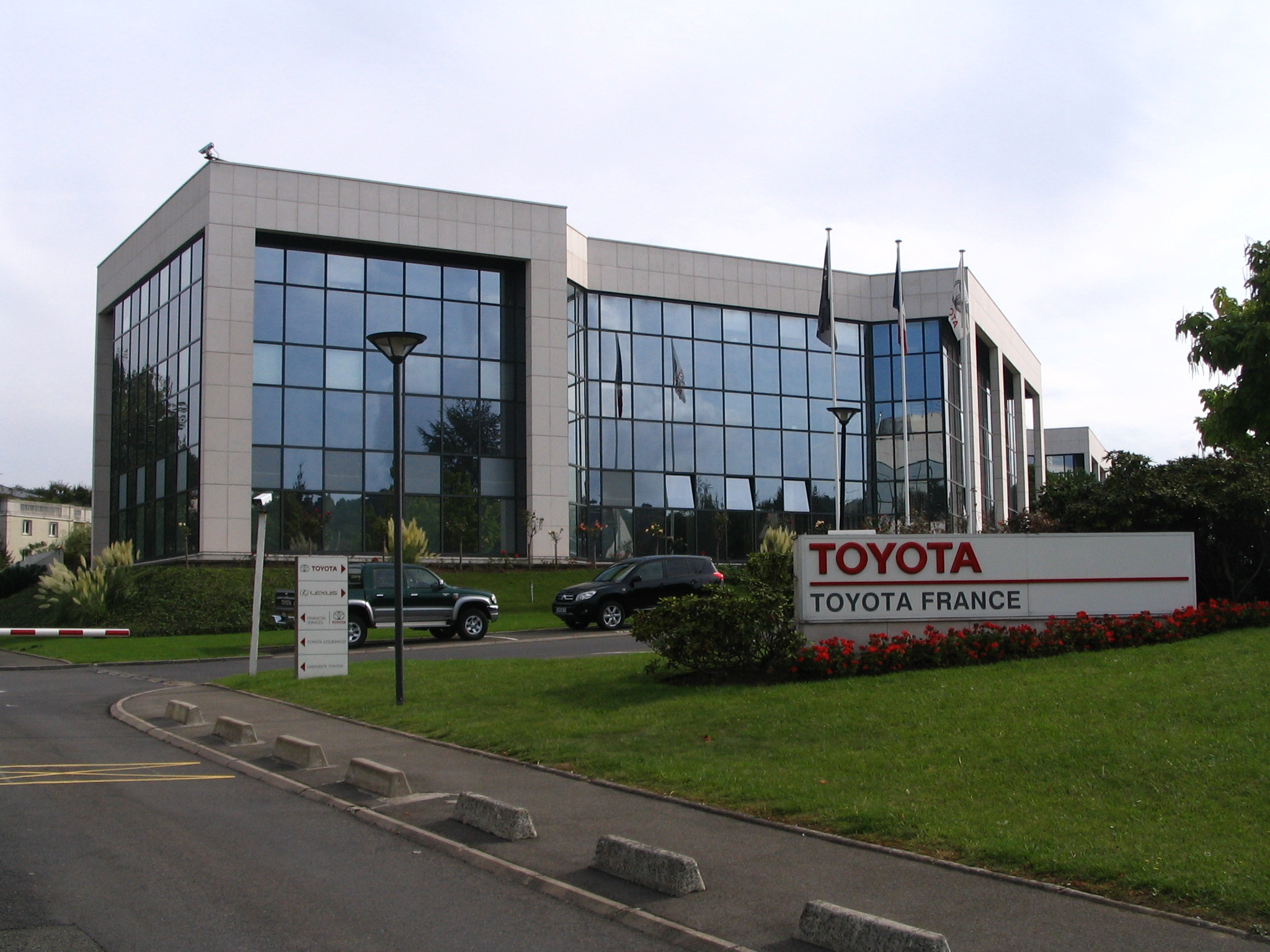
ساختمان شعبه تویوتا در فرانسه

تولید به هنگام روشی است، که در آن هر قطعه، درست در هنگامی که به آن نیاز است، تولید می‌شود و هیچ مقداری در انبار وجود ندارد. به عبارت دیگر، سؤال این است: چه چیز نیاز است؟ چه وقت نیاز است؟ چه مقدار نیاز است؟ بدین ترتیب می‌توان اتلاف‌ها را حذف کرد و بهره‌وری را افزایش داد. با صفر کردن موجودی انبار، هزینه‌های نگهداری کالا در انبار حذف می‌شود. لازمه این کار ارتباط بسیار قوی با تأمین کنندگان قطعات و مدیریت صحیح زنجیره تأمین است.
ایده تولید به هنگام توسط تایچی اونو به خوبی توسعه داده شد. شاید ایده اولیه طرح چنین رویکردی، کمبود فضا و امکانات تولید در بخشی از کارخانه تولید موتور خودرو بود، که کیشیرو تویودا در کارخانه ریسندگی پدر خویش راه‌انداخته بود.

#### کانبان

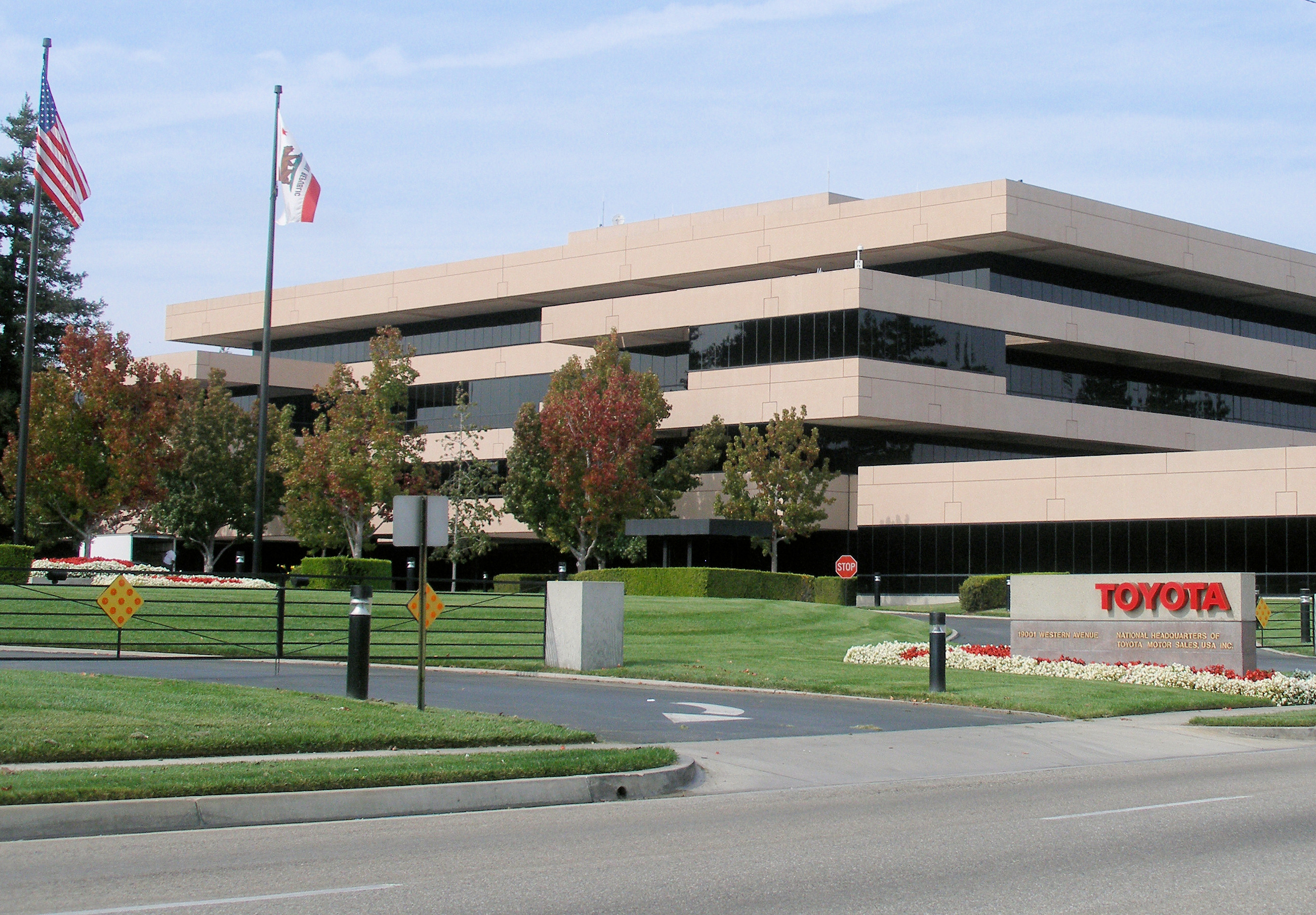
ساختمان مرکز فروش تویوتا در ایالات متحده، تورانس، کالیفرنیا

کانبان یک سامانه متفاوت و متمایز کنترل است. وقتی در ایستگاه کاری به قطعه‌ای نیاز است، این نیاز اطلاع داده می‌شود و سپس قطعه به سرعت تولید و حمل می‌شود، به گونه‌ای که وقفه‌ای در تولید پیش نیاید. کانبان یک لغت ژاپنی است، به معنی کارت، بلیط و علامت.
کانبان در سامانه تولید تویوتا ابزاری است، برای مدیریت جریان و تولید مواد. به کانبان روش سوپرمارکت نیز گفته می‌شود، زیرا ایده اولیه از فروشگاه‌های تجاری بزرگ گرفته شده که از کارت‌های کنترل استفاده می‌کنند و کلیه اطلاعات مربوط به محصول مثل اسم، کد، محل انبار و مانند آن در کارت نوشته می‌شود.

#### جیدوکا

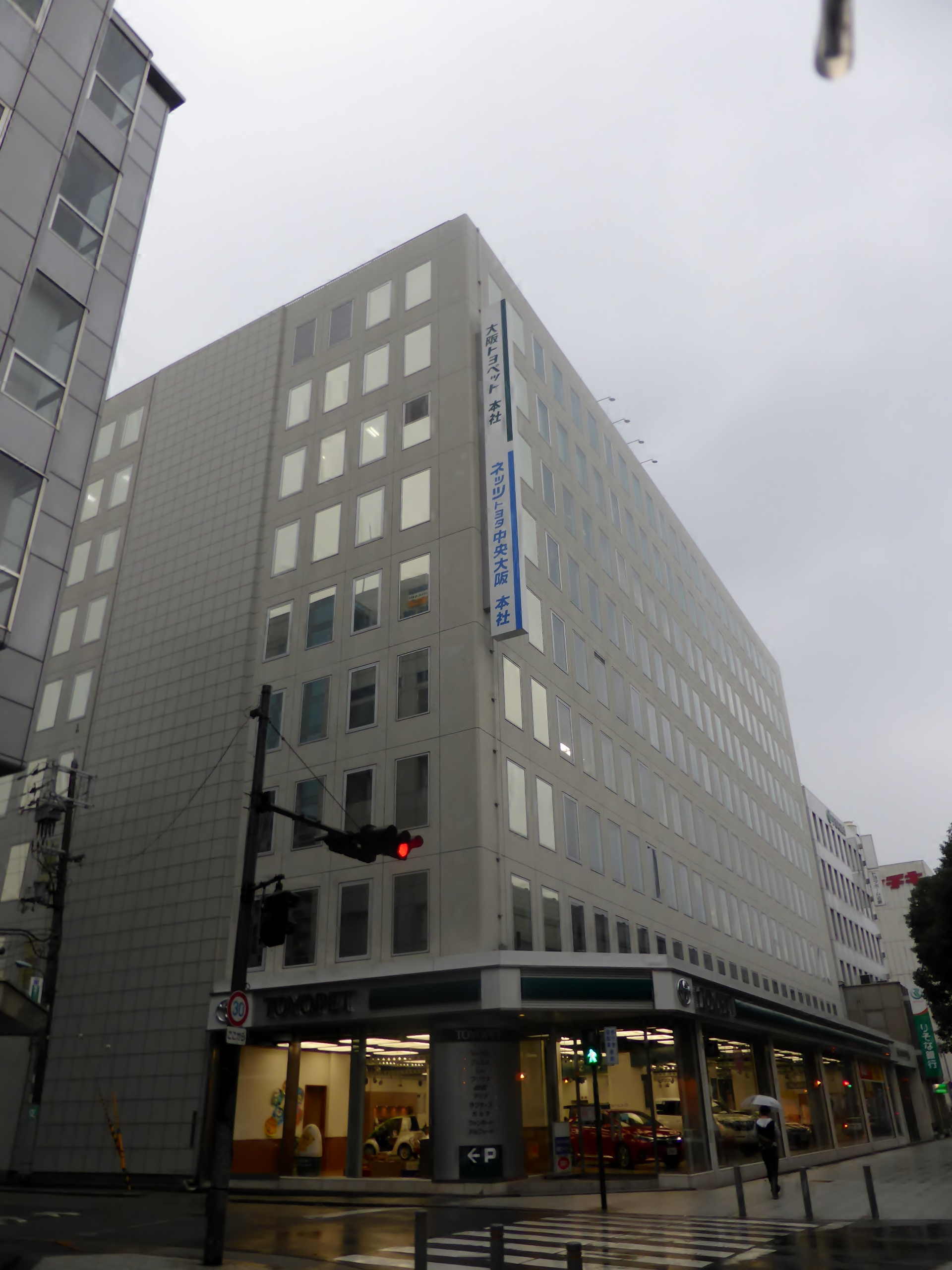
شعبه تویوتا در شهر اوساکا

این مفهوم توسط مؤسس تویوتا، ساکیشی تویودا مطرح شد. جیدو به مفهوم اتوماسیون است و جیدوکا یعنی اتوماسیون با نگرش انسانی؛ یعنی ماشینی که به آسانی حرکت می‌کند و تحت پایش و نظارت یک اپراتور است. جیدوکا بر دیدن مسائل تمرکز دارد و به ساخت محصولات بسیار کیفی منجر می‌شود. در این دیدگاه کیفیت باید در طی فرایند تولید به دست آید.

### درآمد

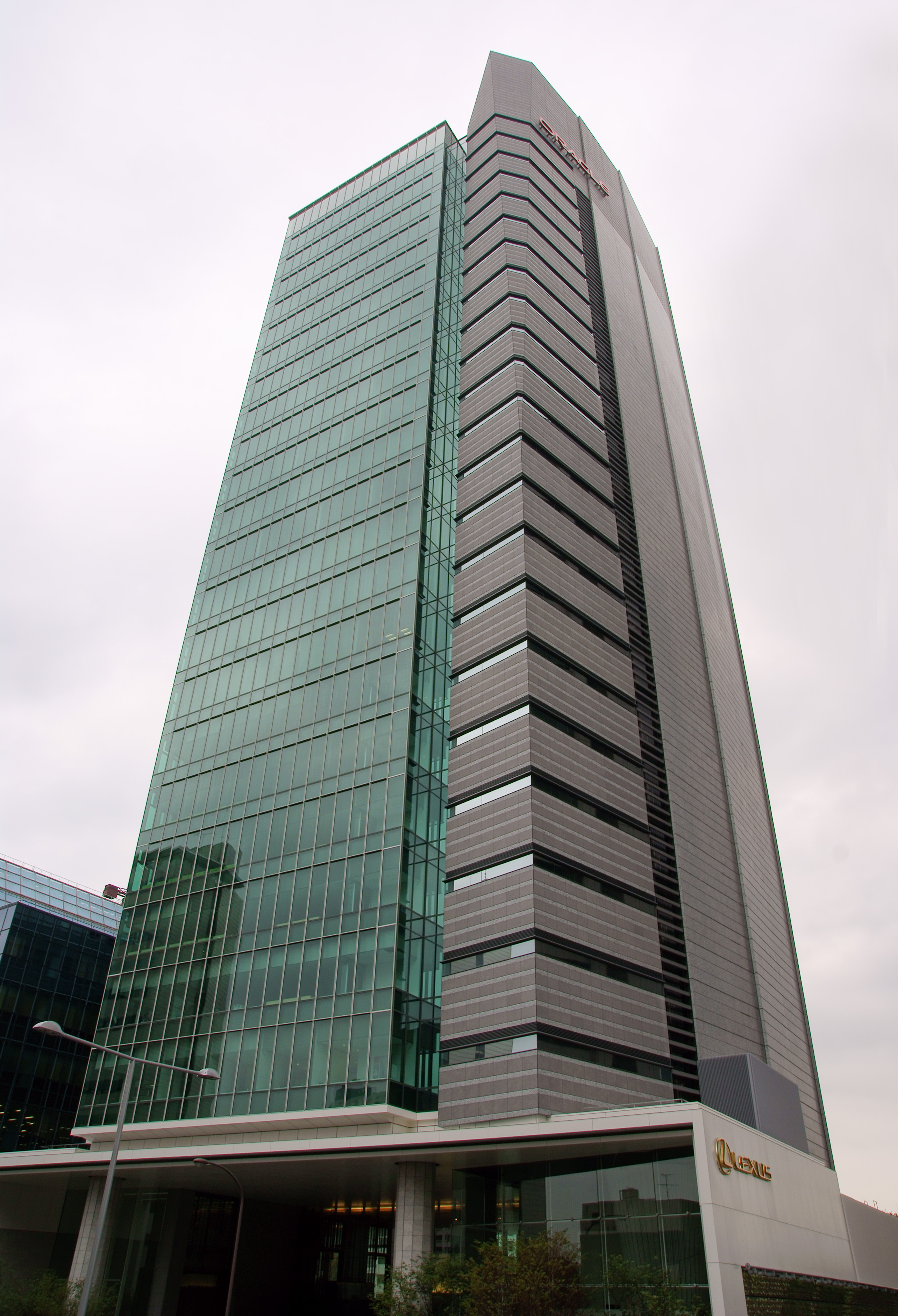
ساختمان مرکزی لکسوس، در توکیو

درآمد شرکت تویوتا در سال ۲۰۱۲ بالغ بر ۱۹۷ میلیارد دلار و سود خالص آن ۳ میلیارد دلار بوده‌است. هم‌اکنون تویوتا پس از گروه فولکس‌واگن با درآمد ۲۴۷ میلیارد دلار و سود خالص ۲۸ و جنرال موتورز با درآمد ۱۵۰ میلیارد دلار و سود خالص ۷ میلیارد دلار، سومین خودروساز برتر جهانی و نخستین خودروساز ژاپن محسوب می‌شود.
تویوتا در سراسر ژاپن ۱۲ کارخانه تولیدی دارد. بازار خارجی تویوتا ۱۷۰ کشور و منطقه را در برمی‌گیرد. شرکت‌های تولیدی خارجی سازنده تویوتا ۵۲ شرکت و در ۲۷ کشور جهان پراکنده می‌باشند. در سال ۲۰۰۵، در ژاپن ۶۵۷۹۸ نفر در کارخانه‌های شرکت کار می‌کرده‌اند، که با احتساب ۵۲۳ شرکت زنجیره تأمین، که ۲۳۱ شرکت آن در خارج از ژاپن مستقر است، این تعداد به ۲۸۵۹۷۷ نفر می‌رسد.
در سال ۲۰۰۵ تویوتا ۸۱۲ میلیارد ین در زمینه تحقیق و توسعه هزینه کرده‌است. آخرین دستاورد فناوری تویوتا، تولید خودروی هیبریدی سینرژی است، متشکل از دو منبع قدرت: موتور الکتریکی و موتور گازی / بنزینی. در این فناوری امکان صرفه‌جویی در مصرف سوخت، صدای کمتر و رانندگی بهتر، تعبیه شده‌است.

### مدیریت ارشد

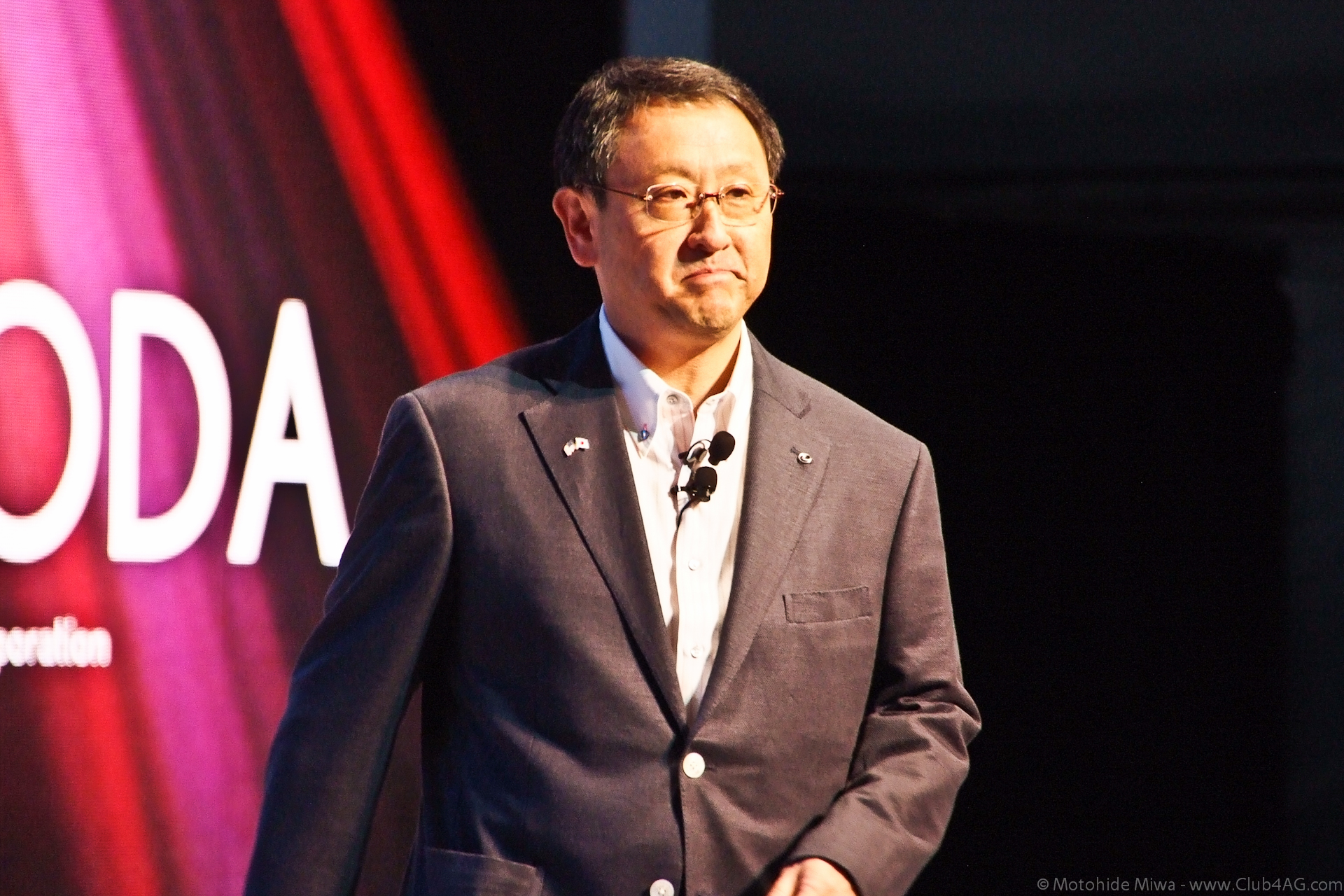
آکیو تویودا، مدیرعامل تویوتا

بنیانگذار اولیه شرکت ساکیشی تویوداست، که اولین کارخانه ریسندگی اتوماتیک در ژاپن را بنام صنایع تویوتا به راه‌انداخت. بسیاری از ایده‌های خوب مدیریتی، مانند بهبود مستمر که بعدها در تویوتا به کار گرفته شد، از اوست. ساکیشی می‌گفت:
پنجره را بازکن، دنیای بزرگی در بیرون وجود دارد… !
کیشیرو تویودا پسر ساکیشی، در گوشه‌ای از کارخانه پدر، خط تولید موتور گازوئیلی راه انداخت و در سال ۱۹۳۵ با تولید اولین خودرو مدل تویوتا ای۱ و سال بعد مدل تویوتا ای‌ای رؤیای تولید یک خودرو شخصی را تحقق بخشید.
هم‌اکنون آکیو تویودا، مدیرعامل تویوتاست. وی که نوه کیشیرو تویودا می‌باشد، پس از کاتسواکی واتانابه به این سمت، منصوب شد.
برخی از شعارهای تویوتا در طی این سال‌ها که از زبان مدیران عامل بیان شده چنین است:
- مشتری حرف اول را می‌زند، سپس نوبت فروشنده است و در آخر سازنده قرار دارد.
- راه کسب تجربه، مواجهه با چالش‌هاست.
- خودت، با تلاش خود، از حرمت خود دفاع کن.
- ما دستاوردهای بزرگ را با زحمات خود به دست آورده‌ایم.
- کیفیت در حین فرایند ساخته می‌شود.

### آینده

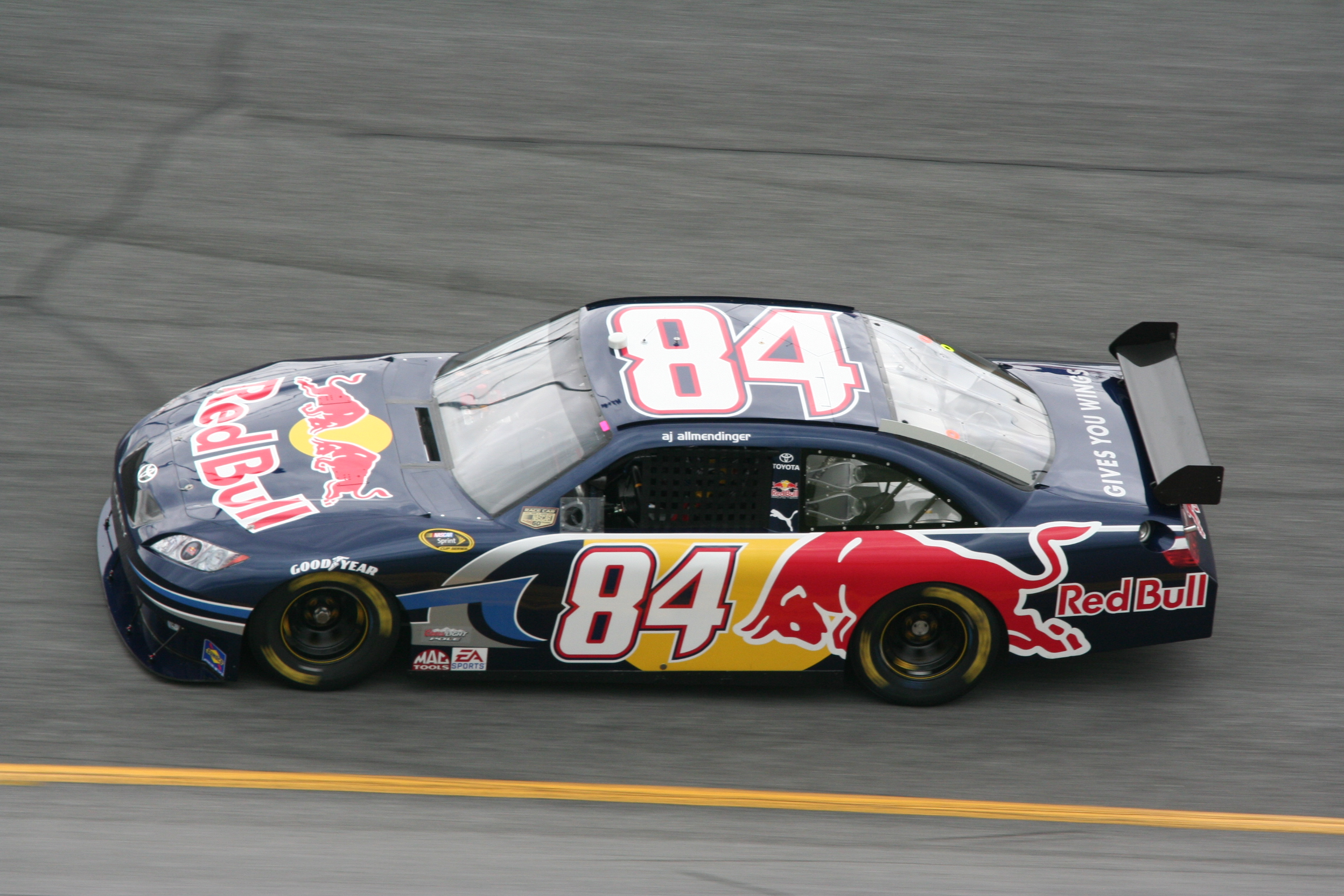
تویوتا کمری، مسابقات نس‌کار ۲۰۰۸، متعلق به تیم ردبول

تویوتا چشم‌انداز جهانی خود را برای سال ۲۰۱۳ ارائه داده است. این چشم‌انداز تصویر جدیدی برای تویوتا در آینده ترسیم می‌کند: خلق خودروها و جامعه خودرو محور که در آن افراد می‌توانند با سهولت و ایمنی رانندگی کنند. برای دستیابی به این مقصد، باید موازانه‌ای بین کمینه کردن و بیشینه کردن وجود داشته باشد.
کمینه کردن، چشم‌انداز و فلسفه تلاش‌های تویوتاست! در به حداقل رساندن جنبه‌های منفی خودرو مانند تأثیرات مخرب زیست‌محیطی، ترافیکی و تصادفات. بیشینه کردن، فلسفه و چشم‌انداز تویوتاست. در بیشتر کردن جنبه‌های مثبت خودرو، مانند راحتی، سرگرمی، مشعوف ساختن و مهیج کردن. تشدید مؤثر این دو رویکرد، حرکت پایدار را در پی دارد.
در ۴ ژانویه ۲۰۱۳ شرکت تویوتا خودروی خودگردانی را معرفی کرد که قادر است محیط اطرافش را مورد ارزیابی قرار داده و نسبت به تغییرات آن واکنش نشان دهد. این خودرو همچنین می‌تواند نقش یک هشداردهنده را برای راننده خود ایفا کند و با دیگر وسایل نقلیه ارتباط برقرار نماید.

### خودروهای تولید شده

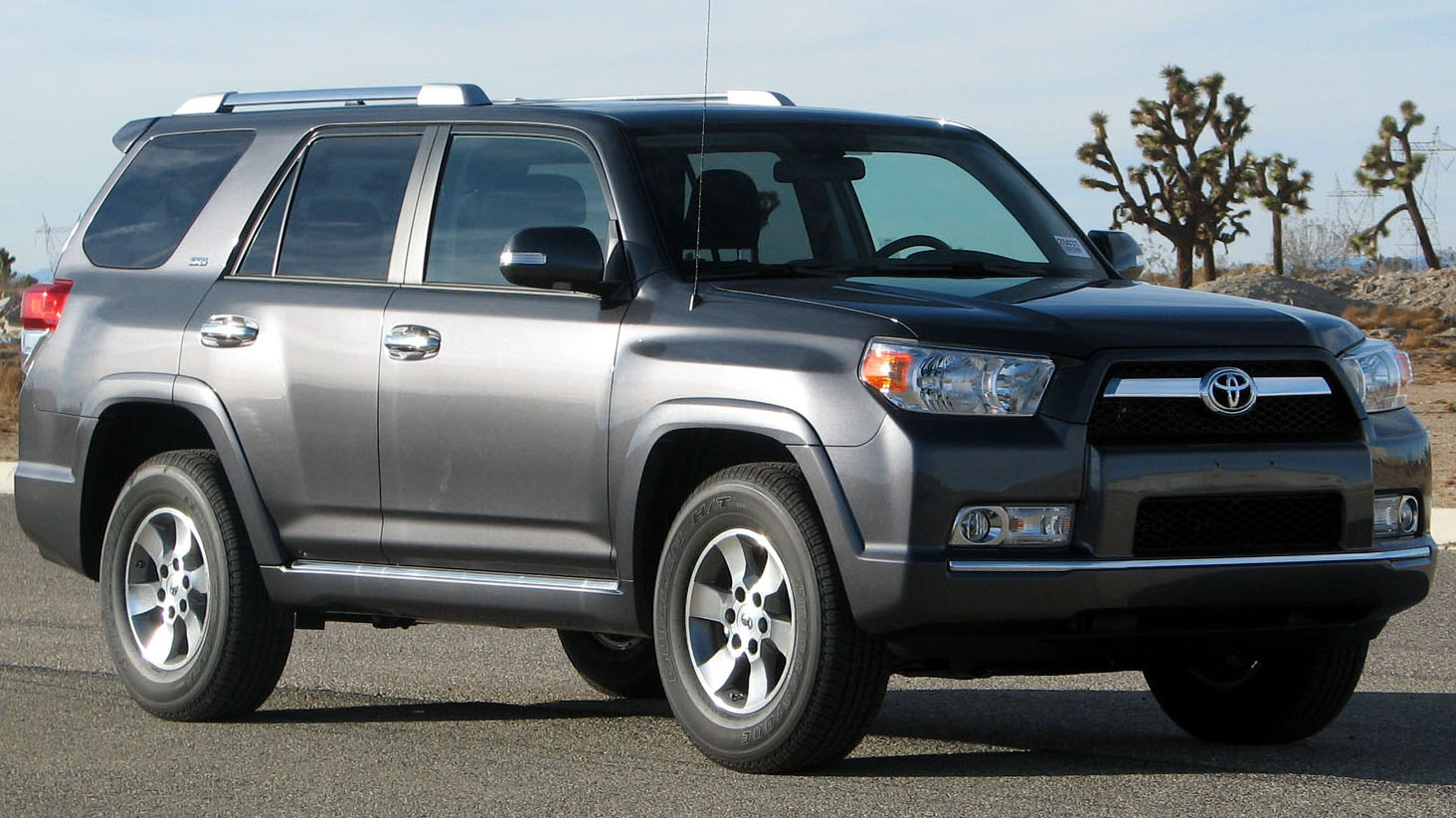
تویوتا ۴رانر ۲۰۱۰

خودروهای تویوتا که تاکنون از طریق درگاه تویوتا استور، در سطح بین‌المللی بفروش رفته است، عبارتند از:
تویوتا سده، تویوتا کراون مجستا، تویوتا کراون، تویوتا پریوس، تویوتا آلیون، تویوتا آریس، تویوتا کورولا (ای۱۲۰)، تویوتا پوتر، تویوتا پرویا، تویوتا آیسیز، تویوتا افجی کرویزر، تویوتا لندکروزر، تویوتا ترکر، تویوتا لندکروزر پرادو، تویوتا دینا، تویوتا استوت، تویوتا ۲۰۰۰جی‌تی، تویوتا کارینا ای‌دی، تویوتا گایا، شورولت کاوالیر، تویوتا مسترآس، تویوتا هیلوکس، تویوتا مگاکروزر.
خودروهایی که از درگاه تویوپت استور، در سطح بین‌المللی بفروش رفته است، عبارتند از:
تویوتا مارک ایکس، تویوتا پرمیو، تویوتا پریوس، تویوتا بلتا، تویوتا مارک ایکس زدآی‌او، تویوتا راکتیس، تویوتا آریس، تویوتا پوتر، لکسوس آرایکس، تویوتا راو ۴، دایهاتسو تریوس، تویوتا آلفارد، تویوتا های‌آس، دایهاتسو موو، تویوتا کورونا ای‌ایکسی‌وی، تویوتا ترسل، تویوتا اوپا، تویوتا آوالن، دایهاتسو تریوس، تویوتا ایست، تویوتا پلاتز، تویوتا هیلوکس، تویوتا پاسو، لکسوس ال‌اس.
خودروهایی که از درگاه تویوتا کرولا استور، در سطح بین‌المللی بفروش رفته است، عبارتند از:
تویوتا کمری، تویوتا پریوس، تویوتا کورولا (ای۱۴۰)، تویوتا بلتا، تویوتا پروبوکس، تویوتا راکتیس، تویوتا سرا، تویوتا راو ۴، تویوتا پرویا، تویوتا مسترآس، دایهاتسو (تمامی، تویوتا پابلیکا، تویوتا ترسل، لکسوس ای‌اس، تویوتا کمری (ایکسوی۱۰)، تویوتا اسپرینتر مارینو، تویوتا راو ۴، تویوتا هایلندر، تویوتا اسپورت ۸۰۰، تویوتا سوپرا،
خودروهایی که از درگاه نتز استور و formerly تویوتا ویستا استور، در سطح بین‌المللی بفروش رفته است، عبارتند از:
تویوتا پریوس، تویوتا ایست، تویوتا آریس، تویوتا اونسیس، تویوتا رام، تویوتا دبلیوآی‌اس‌اچ، تویوتا راو ۴، تویوتا آلفارد، تویوتا آی‌کیو، تویوتا کورولا (ای۱۲۰)، تویوتا یاریس ورسو، لکسوس آی‌اس، تویوتا کورن، لکسوس جی‌اس، تویوتا ام‌آر۲، تویوتا ام‌آر۲، تویوتا استارلت، تویوتا ویستا، تویوتا کرستا، تویوتا اسپرینتر مارینو، تویوتا کورولا (ای۹۰)، تویوتا گرانویا، تویوتا لایت‌ایس، زاترن سری اس.
تویوتا و لکسوس در حال حاضر ۲۰ مدل مختلف هیبریدی را در ۸۰ کشور جهان به فروش می‌رسانند که پر فروش‌ترین آن‌ها تویوتا پریوس هیبریدی است. این خودرو تأثیر مهمی در افزایش فروش خودروهای هیبریدی تویوتا داشته‌است.

### میزان تولید و فروش

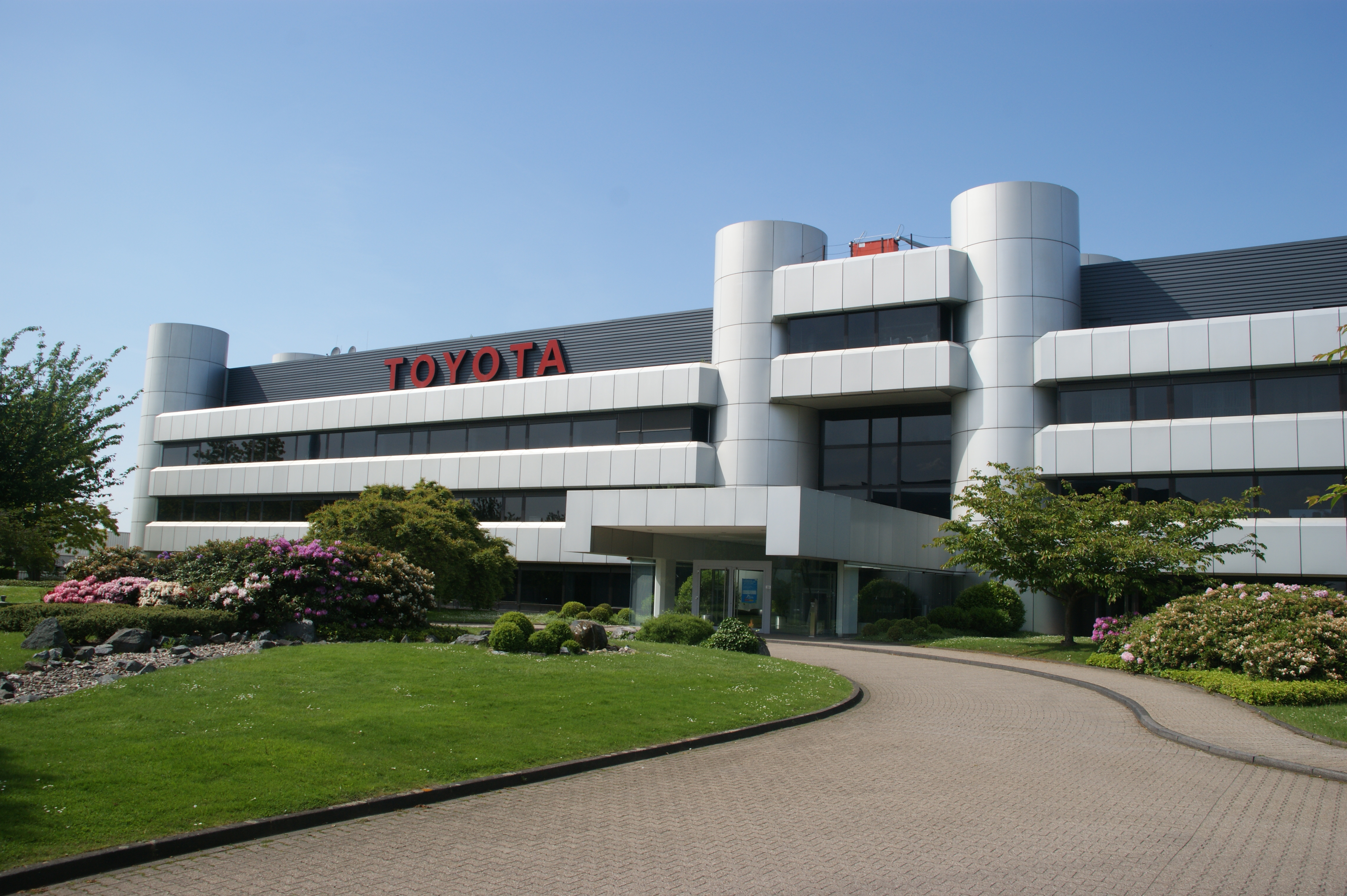
ساختمان تویوتا داچلند، در شهر کلن

| سال  | مجموع     | مجموع     | ژاپن      | ژاپن      | ایالات متحده آمریکا |
| سال  | تولید     | فروش      | تولید     | فروش      | فروش                |
| ---- | --------- | --------- | --------- | --------- | ------------------- |
| ۱۹۳۵ |           |           | ۲۰        |           |                     |
| ۱۹۳۶ |           |           | ۱٬۱۴۲     |           |                     |
| ۱۹۳۷ |           |           | ۴٬۰۱۳     |           |                     |
| ۱۹۳۸ |           |           | ۴٬۶۱۵     |           |                     |
| ۱۹۳۹ |           |           | ۱۱٬۹۸۱    |           |                     |
| ۱۹۴۰ |           |           | ۱۴٬۷۸۷    |           |                     |
| ۱۹۴۱ |           |           | ۱۴٬۶۱۱    |           |                     |
| ۱۹۴۲ |           |           | ۱۶٬۳۰۲    |           |                     |
| ۱۹۴۳ |           |           | ۹٬۸۲۷     |           |                     |
| ۱۹۴۴ |           |           | ۱۲٬۷۲۰    |           |                     |
| ۱۹۴۵ |           |           | ۳٬۲۷۵     |           |                     |
| ۱۹۴۶ |           |           | ۵٬۸۲۱     |           |                     |
| ۱۹۴۷ |           |           | ۳٬۹۲۲     |           |                     |
| ۱۹۴۸ |           |           | ۶٬۷۰۳     |           |                     |
| ۱۹۴۹ |           |           | ۱۰٬۸۲۴    |           |                     |
| ۱۹۵۰ |           |           | ۱۱٬۷۰۶    |           |                     |
| ۱۹۵۱ |           |           | ۱۴٬۲۲۸    |           |                     |
| ۱۹۵۲ |           |           | ۴۲٬۱۰۶    |           |                     |
| ۱۹۵۳ |           |           | ۱۶٬۴۹۶    |           |                     |
| ۱۹۵۴ |           |           | ۲۲٬۷۱۳    |           |                     |
| ۱۹۵۵ |           |           | ۲۲٬۷۸۶    |           |                     |
| ۱۹۵۶ |           |           | ۴۶٬۷۱۶    |           |                     |
| ۱۹۵۷ |           |           | ۷۹٬۵۲۷    |           |                     |
| ۱۹۵۸ |           |           | ۷۸٬۸۵۶    |           |                     |
| ۱۹۵۹ |           |           | ۱۰۱٬۱۹۴   |           |                     |
| ۱۹۶۰ |           |           | ۱۵۴٬۷۷۰   |           |                     |
| ۱۹۶۱ |           |           | ۲۱۰٬۹۳۷   |           |                     |
| ۱۹۶۲ |           |           | ۲۳۰٬۳۵۰   |           |                     |
| ۱۹۶۳ |           |           | ۳۱۸٬۴۹۵   |           |                     |
| ۱۹۶۴ |           |           | ۴۲۵٬۷۶۴   |           |                     |
| ۱۹۶۵ |           |           | ۴۷۷٬۶۴۳   |           |                     |
| ۱۹۶۶ |           |           | ۵۸۷٬۵۳۹   |           |                     |
| ۱۹۶۷ |           |           | ۸۳۲٬۱۳۰   |           |                     |
| ۱۹۶۸ |           |           | ۱٬۰۹۷٬۴۰۵ |           |                     |
| ۱۹۶۹ |           |           | ۱٬۴۷۱٬۲۱۱ |           |                     |
| ۱۹۷۰ |           |           | ۱٬۶۰۹٬۱۹۰ |           |                     |
| ۱۹۷۱ |           |           | ۱٬۹۵۵٬۰۳۳ |           |                     |
| ۱۹۷۲ |           |           | ۲٬۰۸۷٬۱۳۳ |           |                     |
| ۱۹۷۳ |           |           | ۲٬۳۰۸٬۰۹۸ |           |                     |
| ۱۹۷۴ |           |           | ۲٬۱۱۴٬۹۸۰ |           |                     |
| ۱۹۷۵ |           |           | ۲٬۳۳۶٬۰۵۳ |           |                     |
| ۱۹۷۶ |           |           | ۲٬۴۸۷٬۸۵۱ |           |                     |
| ۱۹۷۷ |           |           | ۲٬۷۲۰٬۷۵۸ |           |                     |
| ۱۹۷۸ |           |           | ۲٬۹۲۹٬۱۵۷ |           |                     |
| ۱۹۷۹ |           |           | ۲٬۹۹۶٬۲۲۵ |           |                     |
| ۱۹۸۰ |           |           | ۳٬۲۹۳٬۳۴۴ |           |                     |
| ۱۹۸۱ |           |           | ۳٬۲۲۰٬۴۱۸ |           |                     |
| ۱۹۸۲ |           |           | ۳٬۱۴۴٬۵۵۷ |           |                     |
| ۱۹۸۳ |           |           | ۳٬۲۷۲٬۳۳۵ |           |                     |
| ۱۹۸۴ |           |           | ۳٬۴۲۹٬۲۴۹ |           |                     |
| ۱۹۸۵ |           |           | ۳٬۶۶۵٬۶۲۲ |           |                     |
| ۱۹۸۶ |           |           | ۳٬۶۶۰٬۱۶۷ |           |                     |
| ۱۹۸۷ |           |           | ۳٬۶۳۸٬۲۷۹ |           |                     |
| ۱۹۸۸ |           |           | ۳٬۹۵۶٬۶۹۷ | ۲٬۱۲۰٬۲۷۳ |                     |
| ۱۹۸۹ |           |           | ۳٬۹۷۵٬۹۰۲ | ۲٬۳۰۸٬۸۶۳ |                     |
| ۱۹۹۰ |           |           | ۴٬۲۱۲٬۳۷۳ | ۲٬۵۰۴٬۲۹۱ |                     |
| ۱۹۹۱ |           |           | ۴٬۰۸۵٬۰۷۱ | ۲٬۳۵۵٬۳۵۶ |                     |
| ۱۹۹۲ |           |           | ۳٬۹۳۱٬۳۴۱ | ۲٬۲۲۸٬۹۴۱ |                     |
| ۱۹۹۳ |           |           | ۳٬۵۶۱٬۷۵۰ | ۲٬۰۵۷٬۸۴۸ |                     |
| ۱۹۹۴ |           |           | ۳٬۵۰۸٬۴۵۶ | ۲٬۰۳۱٬۰۶۴ |                     |
| ۱۹۹۵ |           |           | ۳٬۱۷۱٬۲۷۷ | ۲٬۰۶۰٬۱۲۵ |                     |
| ۱۹۹۶ |           |           | ۳٬۴۱۰٬۰۶۰ | ۲٬۱۳۵٬۲۷۶ |                     |
| ۱۹۹۷ |           |           | ۳٬۵۰۲٬۰۴۶ | ۲٬۰۰۵٬۹۴۹ |                     |
| ۱۹۹۸ | ۵٬۲۱۰٬۰۰۰ |           |           |           |                     |
| ۱۹۹۹ | ۵٬۴۶۲٬۰۰۰ |           |           |           |                     |
| ۲۰۰۰ | ۵٬۹۵۴٬۷۲۳ |           |           |           | ۱٬۶۱۹٬۲۰۶           |
| ۲۰۰۱ | ۵٬۸۴۷٬۷۴۳ |           | ۴٬۰۴۶٬۶۳۷ | ۲٬۲۹۱٬۵۰۳ | ۱٬۷۴۱٬۲۵۴           |
| ۲۰۰۲ | ۶٬۳۰۹٬۳۰۷ |           | ۴٬۱۳۸٬۸۷۳ | ۲٬۲۱۸٬۳۲۴ | ۱٬۷۵۶٬۱۲۷           |
| ۲۰۰۳ | ۶٬۸۲۶٬۱۶۶ |           | ۴٬۲۴۴٬۶۶۷ | ۲٬۳۰۵٬۶۳۵ | ۱٬۸۶۶٬۳۱۴           |
| ۲۰۰۴ | ۷٬۵۴۷٬۱۷۷ |           | ۴٬۴۵۴٬۲۱۲ | ۲٬۳۸۷٬۵۵۶ | ۲٬۰۶۰٬۰۴۹           |
| ۲۰۰۵ | ۸٬۲۳۲٬۱۴۳ |           | ۴٬۶۱۱٬۰۷۶ | ۲٬۳۶۸٬۸۱۷ | ۲٬۲۶۰٬۲۹۶           |
| ۲۰۰۶ | ۹٬۰۱۷٬۷۸۶ |           | ۵٬۰۸۵٬۶۰۰ | ۲٬۳۶۸٬۷۰۶ | ۲٬۵۴۲٬۵۲۴           |
| ۲۰۰۷ | ۹٬۴۹۷٬۷۵۴ |           | ۵٬۱۱۹٬۶۳۱ | ۲٬۲۶۱٬۵۱۵ | ۲٬۶۲۰٬۸۲۵           |
| ۲۰۰۸ | ۹٬۲۲۵٬۲۳۶ |           | ۴٬۹۱۱٬۸۶۱ | ۲٬۱۵۳٬۱۹۷ | ۲٬۲۱۷٬۶۶۲           |
| ۲۰۰۹ | ۷٬۲۳۴٬۴۳۹ |           | ۳٬۵۴۳٬۱۹۹ | ۱٬۹۹۶٬۱۷۴ | ۱٬۷۷۰٬۱۴۷           |
| ۲۰۱۰ | ۸٬۵۵۷٬۳۵۱ | ۸٬۴۱۸٬۰۰۰ | ۴٬۰۴۷٬۳۴۳ | ۲٬۲۰۳٬۸۴۹ | ۱٬۷۶۳٬۵۹۵           |
| ۲۰۱۱ | ۷٬۸۵۸٬۰۹۱ |           | ۳٬۴۸۳٬۴۶۴ | ۱٬۷۸۳٬۵۲۱ | ۱٬۶۴۴٬۶۶۱           |
| ۲۰۱۲ | ۹٬۹۰۹٬۴۴۰ | ۹٬۷۴۸٬۰۰۰ | ۴٬۴۲۰٬۱۵۸ | ۲٬۴۱۱٬۸۹۰ | ۲٬۰۸۲٬۵۰۴           |
| سال  | تولید     | فروش      | تولید     | فروش      | فروش                |
| سال  | مجموع     | مجموع     | ژاپن      | ژاپن      | ایالات متحده آمریکا |

### تویوتا در ایران
شرکت ایرتویا نمایندگی انحصاری فروش محصولات تویوتا را در ایران، برعهده دارد. شرکت ایرتویا در سال ۱۳۵۲ توسط اصغر حدادزاده با هدف واردات فناوری و تکنولوژی به ایران، با اخذ نمایندگی مجاز و انحصاری تویوتا در ایران، در خیابان عباس‌آباد تهران تأسیس گردید. پس از ورود ۴ دستگاه خودروی تویوتا سیلیکا در سال ۱۳۵۳ به عنوان نمونه، عملاً واردات خودروی تویوتا به ایران آغاز گردید. سپس فعالیت‌های بازرگانی لیفتراک و مونتاژ کامیون‌های تویوتا و نیز راه‌اندازی شبکه فروش خودرو، قطعات یدکی و خدمات پس از فروش، شکل گرفت.
در خلال سال‌های ۱۳۵۵ تا ۱۳۵۸ سالانه حدود ۴۰٫۰۰۰ دستگاه خودروی تویوتا به ایران وارد شد. در طی سال‌های ۱۳۵۹ تا ۱۳۶۹ با محدودیت واردات خودروهای خارجی به کشور، فعالیت‌های شرکت ایرتویا تنها به تأمین قطعات یدکی خودروهای موجود محدود شد. طی سال‌های ۱۳۷۰ تا ۱۳۷۴ با آزاد شدن واردات خودرو، بار دیگر واردات خودروهای تویوتابه همت ناصر حدادزاده آغاز شد. با صدور مجوز صنفی برای امکان واردات مجدد خودرو در سال ۱۳۸۳، بار دیگر واردات صنعتی خودروی تویوتا آغاز شد، که همچنان نیز ادامه دارد.

## ایسوزو

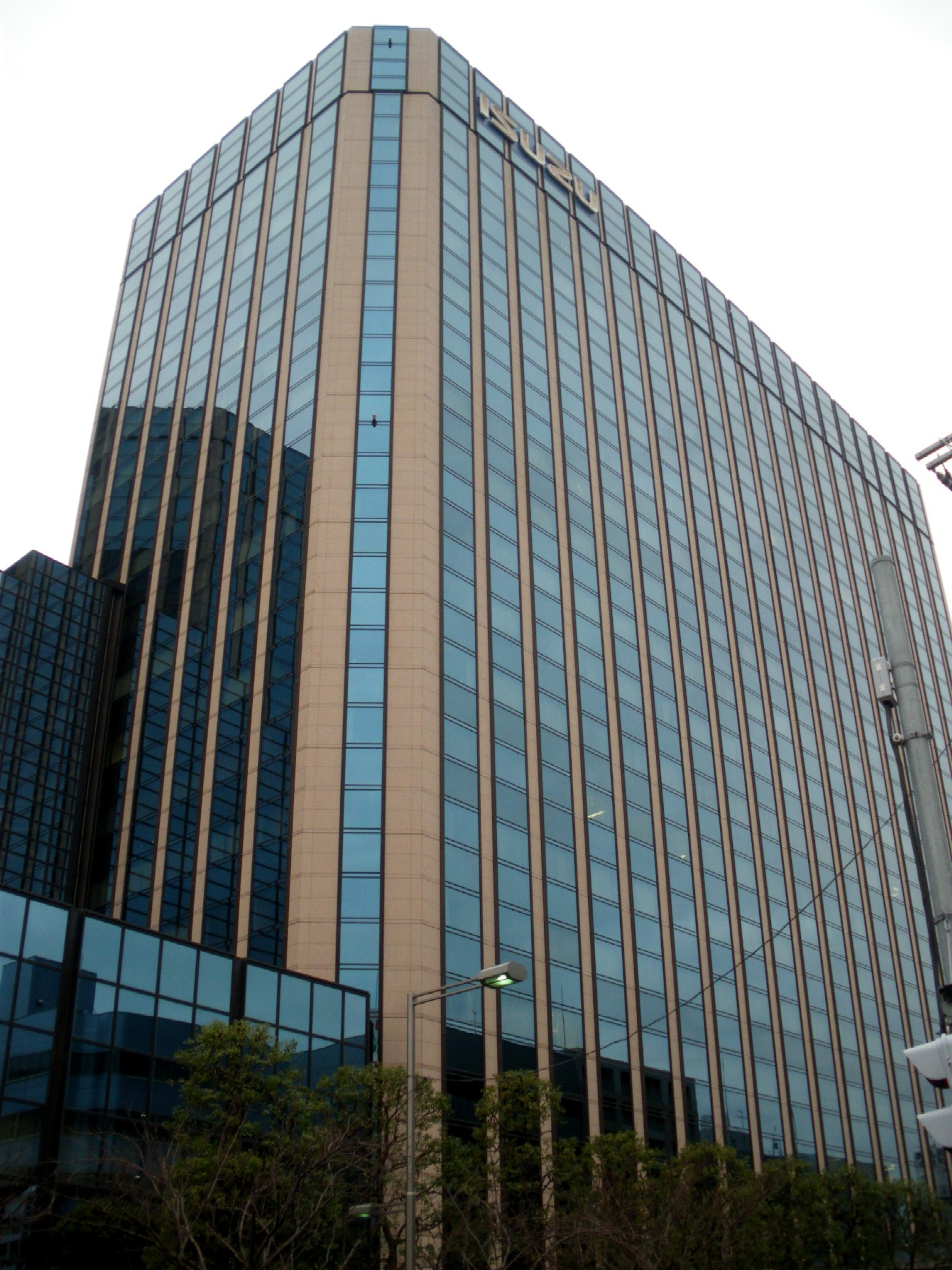
ساختمان مرکزی ایسوزو، در شهر توکیو

ایسوزو، شرکت خودروسازی ژاپنی است، که در زمینه ساخت و تولید انواع وسایل نقلیه تجاری، ماشین‌های باربری، کامیون‌های سبک و سنگین، همچنین تولید موتورهای دیزلی فعالیت می‌نماید.
ریشه‌های تأسیس شرکت خودروسازی ایسوزو، به سال ۱۹۱۶ بازمی‌گردد، که شرکت گاز توکیو با مشارکت شرکت کشتی‌سازی ایشیکاواجیما، اقدام به راه‌اندازی شرکت اتومبیل‌سازی ایشیکاواجیما نمود. این شرکت سال‌های نخست، فعالیتش به فروش اتومبیل‌های کمپانی وولزلی محدود می‌شد، تا اینکه در سال ۱۹۲۲ اقدام به مونتاژ نخستین خودروی این کمپانی بریتانیایی نمود.
در سال ۱۹۳۴ مدیران شرکت، پس از مشورت و نشستی که با مسئولان وقت وزارت صنعت و بازرگانی ژاپن داشتند، سرانجام نام ایسوزو را، برای این شرکت انتخاب نمودند، که برگرفته از نام رودخانه ایسوزو بود.
نخستین خودرویی که کمپانی ایسوزو به‌طور مستقل طراحی و تولید نمود، ایسوزو بلل نام داشت، که در سال ۱۹۶۱ به بازار اتومبیل ژاپن عرضه شد. در حال حاضر دفتر مرکزی شرکت ایسوزو در شهر توکیو قرار دارد.
بخشی از سهام این شرکت در بازار بورس اوراق بهادار توکیو معامله می‌شود، همچنین به‌عنوان جزئی از شاخص‌های نیکی ۲۲۵ و تاپیکس ۱۰۰ به‌شمار می‌آید. شرکت ایسوزو در سال مالی ۲۰۱۲ میلادی، با تولید ۴۸۰٫۸۸۹ دستگاه اتومبیل، در رتبه ۲۹ از بزرگترین خودروسازان جهان، قرار گرفت. اکثریت سهام ایسوزو متعلق به گروه تویوتاست.

## لکسوس

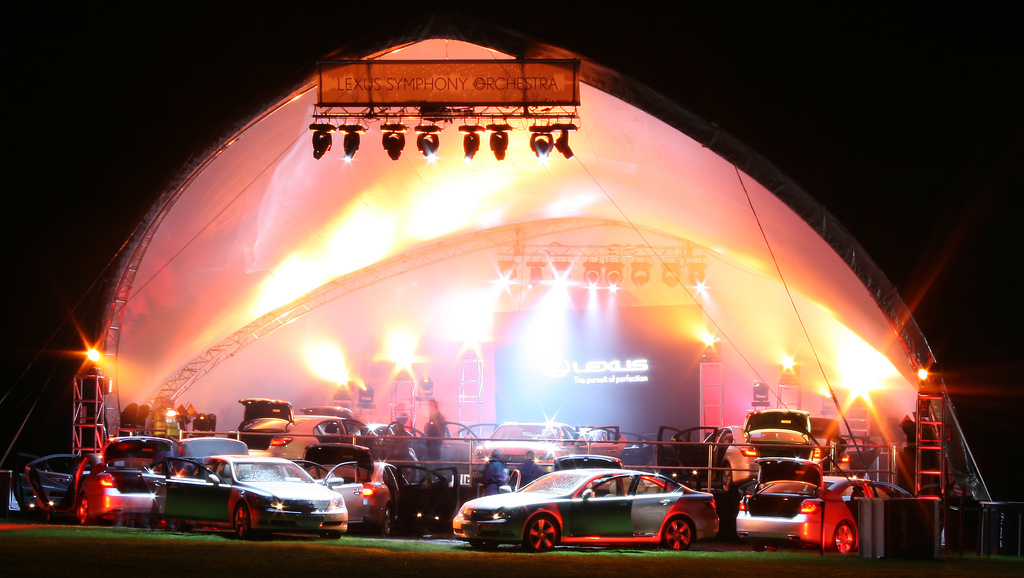
ارکستر سمفونی لکسوس! سال ۲۰۰۷

لکسوس، برند خودرویی متعلق به گروه تویوتا است، که وظیفه طراحی، تولید، توزیع و ارائه خدمات پس از فروش خودروهای لوکس شرکت تویوتا را بر عهده دارد.
شرکت لکسوس در سال ۱۹۸۹ توسط مدیرعامل وقت تویوتا؛ ایجی تویودا در ایالات متحده آمریکا راه‌اندازی شد.
امروزه لکسوس به برندی بین‌المللی تبدیل شده، که به‌عنوان بزرگترین تولیدکننده اتومبیل‌های سفارشی و خاص، در کشور ژاپن شناخته می‌شود. این شرکت در حال حاضر تولیدات خود را در ۷۰ کشور جهان عرضه می‌کند و یکی از ۱۰ نشان تجاری یا برند برتر ژاپن، بر پایه میزان ارزش بازار، به‌شمار می‌آید.
دفتر مرکزی شرکت لکسوس در شهر ناگویا، آیچی ژاپن قرار دارد و دفاتر بین‌المللی و مراکز عملیاتی آن نیز در شهرهای بروکسل، بلژیک و تورانس، کالیفرنیا مستقر می‌باشند.
ریشه‌های تأسیس لکسوس به پروژه‌ای مخفی بازمی‌گردد، که توسط کمپانی تویوتا به منظور طراحی و ساخت خودرویی سدان در سال ۱۹۸۳ با نام پروژه اف۱ آغاز و در سال ۱۹۸۹ با عرضه خودروی لکسوس ال‌اس راه‌اندازی شد.

### تاریخچه

#### پروژه اف۱
در سال ۱۹۸۳ مدیرعامل و رئیس هیئت مدیره وقت شرکت تویوتا، ایجی تویودا، جلسه‌ای فوق‌العاده با مدیران ارشد کمپانی تویوتا ترتیب داد و در آن جلسه از آنان پرسید، که آیا امکان دارد که تویوتا بتواند وارد کلاس خودروهای لوکس شده و با نام‌های بزرگ این کلاس رقابت کند؟! این پرسش تویوتا را وارد پروژه‌ای به نام اف۱ (فلگ‌شیپ ۱) کرد، که هدف آن، تولید خودرویی قابل رقابت با سایر اتومبیل‌های مطرح این کلاس بود.
محصول نهایی پروژه اف۱ خودروی لکسوس ال‌اس بود. ولی در پی موفقیت تویوتا در فروش دو مدل جدید تویوتا کریسیدا و تویوتا سوپرا، مجریان پروژه اف۱ توسعه این دو مدل را آغاز کردند. همچنین طراحان این پروژه بر روی توسعه دو مدل دیگر تویوتا کراون و تویوتا سده نیز شروع بکار نمودند.
در ماه مه سال ۱۹۸۵ تیمی از مهندسان پروژه اف۱ جهت توسعه طرح‌ها و مطالعات انجام شده و پیدا کردن نقطه شروع، به ایالات متحده سفر کردند و یک خانه در لاگونا بیچ، کالیفرنیا اجاره نمودند. در ژوئیه همان سال، ساخت اولین خودروی لکسوس در دستور کار قرار گرفت.
ماه مه سال بعد یعنی ۱۹۸۶ زمان تست اولین خودروی تولید شده توسط پروژه اف۱ در شبکه اتوبان‌های آلمان بود. در سپتامبر همان سال شروع گسترده تست خودروی ساخته شده، در خیابان‌های آمریکا شروع شد.

#### توسعه برند
در سال ۱۹۸۶ شرکت تبلیغاتی ساعتچی اند ساعتچی، که سال‌ها به‌عنوان آژانس تبلیغاتی، با شرکت تویوتا همکاری می‌کرد، به درخواست مدیریت تویوتا، یک تیم تخصصی جهت انتخاب نام برند، برای شرکت تولید خودروی لوکس، تشکیل داد.
از میان ۲۱۹ نام تجاری، در نهایت نام‌های وکترا، ورون، چاپارل، کالیبره و الکسیس برای شرکت جدید کاندید شدند و زمانی‌که نام الکسیس انتخاب شد، این موضوع که الکسیس ممکن است، برای نام خودرو مناسب نباشد، مطرح گردید و نهایتاً با تغییر حرف لاتین یو به جای آی و تغییر حرف نخست یعنی؛ ای با ال (که از لاکسری به معنی لوکس گرفته شده بود) نام لکسوس تعیین گردید.

#### راه‌اندازی برند
در سال ۱۹۸۹ بعد از عملیاتی طولانی و گسترده با تلاش ۶۰ طراح، ۲۴ تیم مهندسی، ۱۴۰۰ مهندس، ۲۳۰۰ تکنیسین، ۲۲۰ نفر پشتیبانی، ۴۵۰ نمونه آزمایشی و صرف هزینه‌ای بالغ بر یک میلیارد دلار، اولین پروژه لکسوس با نام اف۱ و محصولی به نام لکسوس ال‌اس۴۰۰ و در نمایشگاه خودروی دیترویت و لوس آنجلس رونمایی شد و از سپتامبر همان سال، فروش خودروهای لکسوس آغاز گردید.
در ژانویه سال ۱۹۹۰ لکسوس ال‌اس۴۰۰ در بین ۱۰ خودروی برتر جهان قرار گرفت. از ماه ژوئن سال ۱۹۹۰ نیز خودروی لکسوس به‌طور رسمی در بازار خاورمیانه عرضه گردید. محصولات کمپانی لکسوس که در ابتدا قرار بود نام «لکسیس» برای آن انتخاب شود، در بدو ورود خود به بازار ایالات متحده با یک اتفاق بزرگ روبه‌رو شدند.
هشت هزار خودروی لکسوس ال‌اس ورودی به ایالات متحده آمریکا در قسمت کنترل کروز خود مشکل پیدا کردند، که این شرکت را در ابتدای فعالیتش رو در روی دادگاه‌های استیناف در ایالات متحده آمریکا قرار داد. این اتفاق می‌توانست کار لکسوس را نیامده تمام کند. اما مدیران لکسوس از این اتفاق در ابتدای کار خود، یک تبلیغ استثنایی برای خود ساختند و با عرضه یک سرویس فوق‌العاده و متفاوت، تمامی نگاه‌ها را به سوی خود جلب کردند.
لکسوس در اولین سال حضور خود در ایالات متحده آمریکا بیش از ۵۰ هزار دستگاه فروخت و در سال ۱۹۹۶ به مجموع فروش نیم‌میلیون دستگاه در عرض هفت سال حضورش در آمریکا دست یافت.
لکسوس آرایکس نخستین خودرو شاسی بلندی بود، که توسط لکسوس در سال ۱۹۸۹ به بازار عرضه شد. با ورود مدل آرایکس به بازار، گروه جدیدی از اتومبیل به نام کراس اوور معرفی شد. مدل‌های لکسوس جی‌ایکس نیز از سال ۲۰۰۲ در ایالات متحده آمریکا عرضه شد.

### کارخانه‌های تولید خودرو
| کارخانه‌های مونتاژ بر پایه مدل | کارخانه‌های مونتاژ بر پایه مدل | کارخانه‌های مونتاژ بر پایه مدل    | کارخانه‌های مونتاژ بر پایه مدل                    |
| ----------------------------- | ----------------------------- | -------------------------------- | ------------------------------------------------ |
| کارخانه                       | مالک                          | مکان                             | مدل‌ها                                            |
| تاهارا                        | تویوتا موتور                  | تاهارا، استان آیچی               | لکسوس ال‌اس، لکسوس جی‌اس، لکسوس آی‌اس، لکسوس جی‌ایکس |
| کوکارا                        | تویوتو موتور کیوشو            | کیتاکیوشو، استان فوکوئوکا        | لکسوس سی‌تی، لکسوس اچ‌اس، لکسوس آرایکس             |
| میاتا                         | تویوتو موتور کیوشو            | میاواکا، استان فوکوئوکا          | لکسوس ای‌اس، لکسوس آی‌اس، لکسوس آرایکس             |
| موتوماچی                      | تویوتا موتور                  | تویوتا، استان آیچی               | لکسوس ال‌اف‌ای                                     |
| هیگاشی فوجی                   | کانتو                         | سوسونو، شیزوئوکا، استان شیزوئوکا | لکسوس اس‌سی                                       |
| ساناگه                        | تویوتا بوشوکا                 | تویوتا، استان آیچی               | لکسوس ال‌ایکس                                     |
| کمبریج                        | تویوتا کانادا                 | کمبریج، انتاریو                  | لکسوس آرایکس                                     |

### استانداردها در لکسوس
طراحی لکسوس از ابتدا بر پایه استانداردهای خودروهای گرانقیمت بوده‌است. در اولین لکسوس این استانداردها به صورت طراحی آیرودینامیک، نرم و روان بودن، کابین‌های آکوستیک، صرفه جویی در سوخت بروز کرده‌است. هر خودروی لکسوس باید ۶۰۰ معیار استاندارد را پشت سر بگذارد که مخصوص این برند است و محدوده‌ای روانی و نرمی و چرخها تا دوخت چرم صندلی‌ها را دربر می‌گیرد.
گرانقیمت‌ترین خودروی لکسوس خودرو اسپورت و دست‌ساز LF-A می‌باشد که با مدل ۲۰۱۲ و با قیمت پایه ۳۷۵٫۰۰۰ دلار وارد بازارهای جهانی شد.